# برج لندن
برج لندن (بالإنجليزية: Tower of London)‏، رسميًا قصر وقلعة صاحبة الجلالة قلعة تاريخية على الضفة الشمالية لنهر التايمز في قلب لندن في إنجلترا. بُني برج لندن في أواخر عام 1066، كجزء من غزو النورمان لإنجلترا. وفي عام 1078، أمر ويليام الفاتح ببناء البرج الأبيض، الذي أصبح رمزًا لقهر الأسرة الحاكمة الجديدة لأعدائهم في لندن. وبحلول عام 1100، استخدمت القلعة كسجن، بالرغم من أنه لم يكن الهدف الأساسي من بنائها. استخدم هذا القصر الكبير قديمًا، كمقر للإقامة الملكية. وبصفة عامة، فالبرج تجمع لعدة مبانٍ داخل حلقتين من الجدران الدفاعية وخندق مائي. أُجريت عدة توسعات للبرج، لا سيما في عهد الملوك ريتشارد قلب الأسد وهنري الثالث وإدوارد الأول في القرنين الثاني عشر والثالث عشر. استقرت حدود البرج على وضعها الحالي منذ أواخر القرن الثالث عشر، ولكن مع بعض التحسينات اللاحقة.
لعب برج لندن دورًا بارزًا في التاريخ الإنجليزي، فقد تعرض للحصار عدة مرات، كما كانت السيطرة عليه أولى الخطوات للسيطرة على البلاد. استخدم البرج مستودعًا لحفظ الأموال والأسلحة والحيوانات، وكدار لصكّ العملة ولحفظ السجلات العامة، وكمقر لحفظ الكنوز الملكية. ومنذ أوائل القرن الرابع عشر وحتى عهد تشارلز الثاني، كان موكب التتويج يبدأ من البرج وحتى دير وستمنستر. وفي عهد «أسرة تيودور»، قلّ استخدام البرج كمقر للإقامة الملكية، على الرغم من محاولات تقويته وإصلاح دفاعاته لتقاوم القصف بالمدفعية.
كانت فترة ذروة استخدام البرج كسجن في القرنين السادس عشر والسابع عشر، حيث سجن به العديد من الشخصيات، أشهرهم إليزابيث الأولى قبل أن تصبح ملكة. وأصبحت عبارة «أُرسل إلى البرج» كناية عن أن الشخص سيتعرض للتعذيب والموت. وفي النصف الأخير من القرن التاسع عشر، انتقلت مؤسسات مثل دار صك العملة الملكية إلى خارج البرج، لتترك العديد من المباني فارغة. استغل المهندسان أنتوني سالفين وجون تايلور الفرصة لإعادة البرج لما كان عليه في العصور الوسطى، وإزالة العديد من المباني الشاغرة التي بنيت في مرحلة ما بعد القرون الوسطى. أثناء الحربين العالميتين الأولى والثانية، استخدم البرج مرة أخرى كسجن، وشهد إعدام 12 رجلاً بتهمة التجسس. بعد الحربين، أعيد ترميم الأضرار التي سببتها الغارات، وأعيد فتح البرج للجمهور.
اليوم يعد برج لندن واحدًا من أكثر مناطق الجذب السياحي في إنجلترا شعبية، كما أضيف إلى مواقع التراث العالمي عام 1988. يأتي برج لندن في مقدمة الأماكن التي يُزعم أنها مسكونة بالأشباح في إنجلترا وكامل الجزر البريطانية، وقد تناقلت الأجيال بضع قصص خرافيّة مفادها أن أرواح أولئك الذين أعدموا في البرج لا تزال تطوفه، ومن أبرزهم آن بولين الزوجة الثانية للملك هنري الثامن، والكونتيسة مارغريت بولي، والأميران إدوارد وريتشارد ابنيّ الملك إدوارد الرابع اللذان قيل أنَّهما اختفيا في البرج. كما اشتهر البرج بغربانه التي تعشش على أراضيه، والتي ارتبطت بنبوءة قديمة مفادها أنه في اليوم الذي سيغادر فيه آخر الغربان برج لندن، فإن عرش إنجلترا سيسقط ومعه ستسقط بريطانيا العظمى، لذلك حرص عدد من الملوك قديمًا على الحفاظ على الغربان وأراضي تعشيشها في البرج.

## البرج معماريًا

### التصميم

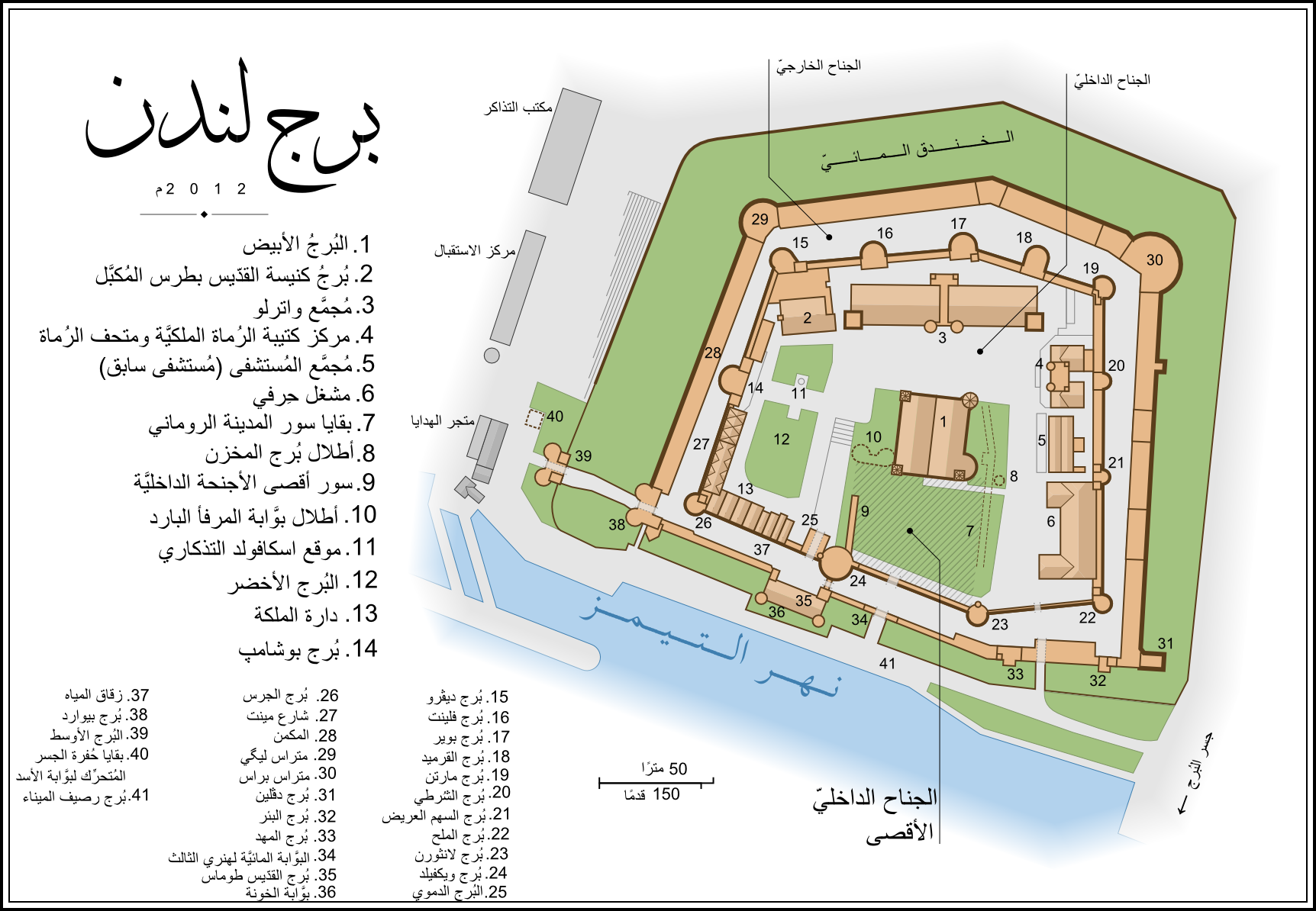
مخطط لبرج لندن وملحقاته.

صُمم البرج بحيث تواجه أقوى تحصيناته وأعظمها القسم الساكسوني من لندن عمدًا، كما يقول عالم الآثار ألان فينس، ويُضيف بأنه لا بد من أنه كان يُهيمن على كل ما يراه الناظر من أبنية ومنشآت أخرى، كما كان يهيمن على حركة المرور عبر نهر التايمز وضفتيه. تتألف القلعة من ثلاثة أجنحة. الجناح الأعمق يحتوي على البرج الأبيض، وهو أقدم مباني القلعة. يلتف حوله شمالاً وشرقًا وغربًا الجناح الداخلي، الذي بُني في عهد ريتشارد قلب الأسد (1189-1199). وأخيرًا، هناك الجناح الخارجي الذي يحيط بالقلعة، والذي بني في عهد إدوارد الأول. وبالرغم من وجود عدة إضافات للبرج بعد عهد وليام الفاتح، إلا أن حدود البرج ثبتت بعد اكتمال البناء في عهد إدوار الأول في عام 1285. القلعة مساحتها 12 آكر تقريبًا بالإضافة إلى 6 آكرات حول البرج تمثل «حرم برج لندن»، وهي أراضٍ تابعة للقلعة ومتروكة لأسباب عسكرية. كانت بداية تكوين منطقة الحرم في القرن الثالث عشر، عندما أمر الملك هنري الثالث بإخلاء شريط من الأراضي المجاورة للقلعة. على الرغم من ما هو شائع شعبيًا، فإنه لم تكن هناك غرفة تعذيب أبدًا في برج لندن، على الرغم من الطابق السفلي من البرج الأبيض كان يضم أدوات للتعذيب في فترات لاحقة. بني مرفأ على على ضفة نهر التايمز في عهد إدوارد الأول، ثم تمت توسعته إلى حجمه الحالي في عهد ريتشارد الثاني.

### البرج الأبيض

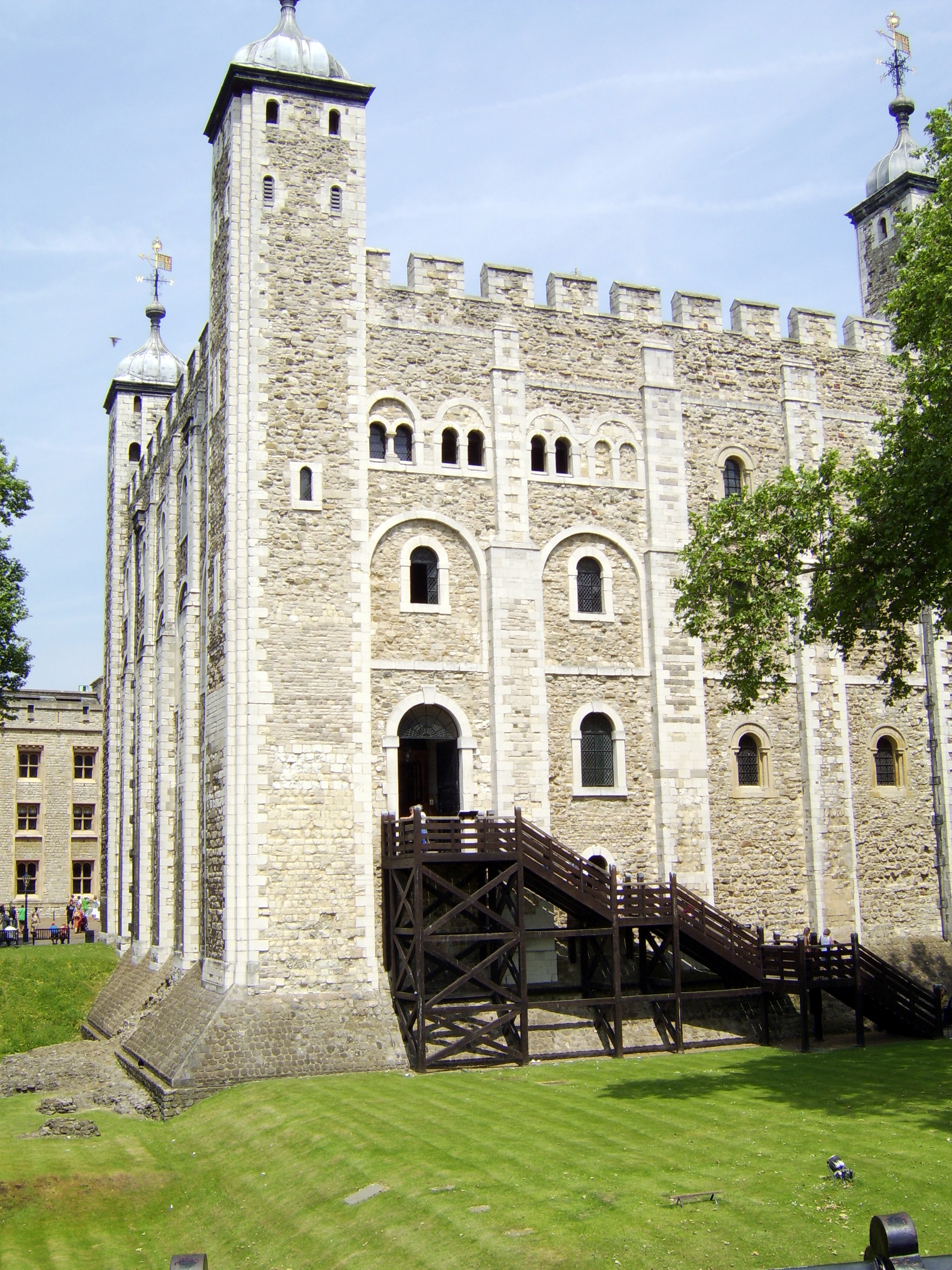
المدخل الرئيسي للبرج الأبيض، كان في الطابق الأول.

البرج الأبيض هو برج محصّن يعد أقوى أبنية قلاع العصور الوسطى، وكان سكنًا للملك أو من ينوب عنه. وفقًا للمؤرخ العسكري آلان براون، «كان البرج الأبيض أيضًا، بحكم قوته وإقامة الملك فيه محصنًا تمامًا». يوصف البرج الأبيض بأنه «أكثر قصور القرن الحادي عشر كمالًا في أوروبا»، وأحد أضخم الحصون في العالم المسيحي.
يتراوح طول البرج الأبيض بين 32 و 36 مترًا عند القاعدة، ويبلغ ارتفاعه نحو 27 مترًا عند أسواره الجنوبية. كان البرج في الأصل يتألف من ثلاثة طوابق. مدخل البرج في الطابق الأول، كما كان معتادًا في العمارة النورمانية. في الجهة الجنوبية، يتم الوصول إليه عن طريق سلم خشبي يمكن إزالته في حالة وقوع هجوم. وفي عهد هنري الثاني، أضيفت دفاعات إضافية للمدخل، لكنها لم تعد موجودة الآن. كل طابق مقسّم إلى ثلاث غرف، الكبرى في الغرب، وغرفة أصغر في الشمال الشرقي والثالثة تضم المدخل. في الزاوية الغربية من المبنى، البرج فيها مربع، في حين في الزاوية الشمالية الشرقية البرج دائري، ويضم سلمًا لولبيًا، أما الزاوية الجنوبية الشرقية فشبه دائرية. يضم المبنى مراحيض في الجدران وأربعة مستوقدات لتحسين ظروف الإقامة في البرج.
استخدم للبناء أحجار جُلبت من كنت، مع استخدام بعض الحجارة الطفلية المحلية. وعلى الرغم من أنه لم يبقَ منها إلا القليل، فقد تم استيراد حجارة من شمال فرنسا لتشكل واجهة البناء، ولكن استبدل الكثير منها بالحجر الجيري في القرنين السابع عشر والثامن عشر. تم توسعة معظم نوافذ البرج في القرن الثامن عشر، بالرغم من بقاء نافذتين أصليتين في الحائط الجنوبي. استخدم الطابق السفلي للتخزين، وبأحد غرفه يوجد بئر. على الرغم من أن التصميم ظل على حاله منذ بناء البرج، إلا أنه في القرن الثامن عشر استبدلت العوارض الخشبية الموجودة في القبو بأخرى من الطوب، وهو مضاء من خلال بعض النوافذ الصغيرة.
كان المدخل الرئيسي في الطابق الأول مخصصًا لقائد البرج والمسؤولين الهامين. كما كان هناك مدخل آخر في الجنوب، لكنه أغلق في القرن السابع عشر، ولم يفتح مجددًا إلا في عام 1973. للتوجه إلى الطابق العلوي، كان لابد من المرور من خلال غرفة صغيرة في الشرق، كما كان هنالك سرداب يؤدي لكنيسة القديس يوحنا الواقعة في الزاوية الجنوبية الشرقية، والتي لا يمكن الوصول إليها إلا من خلال الغرفة الشرقية. وفي الجدار الشمالي للسرداب يوجد خزينة، لحفظ الكنوز الملكية والوثائق الهامة.
يحتوي الطابق العلوي على قاعة كبرى في الغرب وغرفة سكنية في الشرق كلاهما يصل إلى السطح، ويحيط به شرفة خارجية، وقد أضيف طابق جديد في القرن الخامس عشر. لم تكن كنيسة القديس يوحنا جزءً من تصميم البرج الأبيض الأصلي. الكنيسة الحالية خالية من الزينة تمامًا كما كانت في عهد النورمان. وفي القرن الثالث عشر في عهد هنري الثالث، زينت الكنيسة بزخارف كالصليب المطلي بالذهب، ونوافذ من الزجاج الملون تحمل صورًا لمريم العذراء والثالوث المقدس.

### الجناح الأعمق
يحيط الجناح الأعمق بالبرج الأبيض من الجنوب، حتى ضفة نهر التايمز. امتلأ هذا الجناح ببعض المباني الخشبية. وفي حوالي عام 1220، تم تشييد برجي ويكفيلد ولانتهورن في الجناح الأعمق على ضفة النهر. شيد هذين البرجين ليكونا سكنًا خاصًا للملكة والملك على الترتيب. أقرب دليل على ذلك الكيفية التي زينت بها الغرف الملكية في عهد هنري الثالث، مثل تبييض غرفة الملكة، ورسم الزهور. كما شيدت قاعة كبرى في جنوب الجناح بين البرجين، تمامًا كالتي شيدها هنري الثالث أيضًا في قلعة وينشستر، ولكنها أصغر حجمًا. كان البرج الخاص بالملك محاطًا بخندق حفر في القرن الثالث عشر. وفي نفس الفترة تقريبًا، تم بناء مطبخ في الجناح. وبين عامي 1666 و 1676، أزيلت بعض المباني من الجناح. أخليت المنطقة المحيطة بالبرج الأبيض، بحيث يمر من يقترب من البرج في أرض مفتوحة. كما تم هدم مبنى الكنوز الملكية، والتي انتقلت إلى برج مارتن.

مشهد للجناح الأوسط، إلى اليسار البرج الأبيض، والمبنى في نهاية الممشى هو برج ويكفيلد المخصص للملكة، وخلفه بوابة الخونة.

### الجناح الداخلي
أُنشئ الجناح الداخلي في عهد ريتشارد قلب الأسد، عندما تم حفر خندق غرب الجناح الأعمق، مما ضاعف من حجم القلعة. أنشأ هنري الثالث الجدران الشرقية والشمالية لهذا الجناح، وهو ما استقرت عليه حدود الجناح حتى يومنا هذا. بقيت معظم المباني التي أمر هنري ببنائها، اثنين فقط من الأبراج التسعة أعيد بنائها كاملةً. الحوائط بين برجي ويكفيلد ولانتهورن، كانت بمثابة حوائط دفاعية للجناح الداخلي. المدخل الرئيسي للجناح الداخلي، كان من خلال بوابة حراسة في الجدار الغربي في موقع «برج بوشامب». أُعيد بناء الجدار الغربي للجناح الداخلي في عهد إدوارد الأول. وفي القرن الثالث عشر، أصبح برج بوشامب أول بناء ضخم مصنوع من الطوب في بريطانيا، منذ رحيل الرومان في القرن الخامس. ويعد برج بوشامب واحد من 13 برج يمثلون الحوائط الدفاعية للقلعة، وترتيبهم عكس عقارب الساعة من الزاوية الجنوبية الغربية: بيل، بوشامب، ديفيرو، فلينت، بوير، بريك، مارتن، كونستابل، برود آرو، سالت، لانتهورن، ويكفيلد، والبرج الدامي. بالرغم من أن هذه الأبراج بنيت للدفاع ضد الهجمات المحتملة، إلا أنها تحتوى على أماكن للإقامة. وكما يوحي اسمه، برج بيل (الجرس) كان يضم جرسًا، الغرض منه التنبيه في حالة وقوع هجوم. كانت لصانع الأقواس الملكية ورشة عمل في برج بوير. كما استخدمت منارة أعلى برج لانتهورن لمراقبة الحركة حول البرج ليلاً.

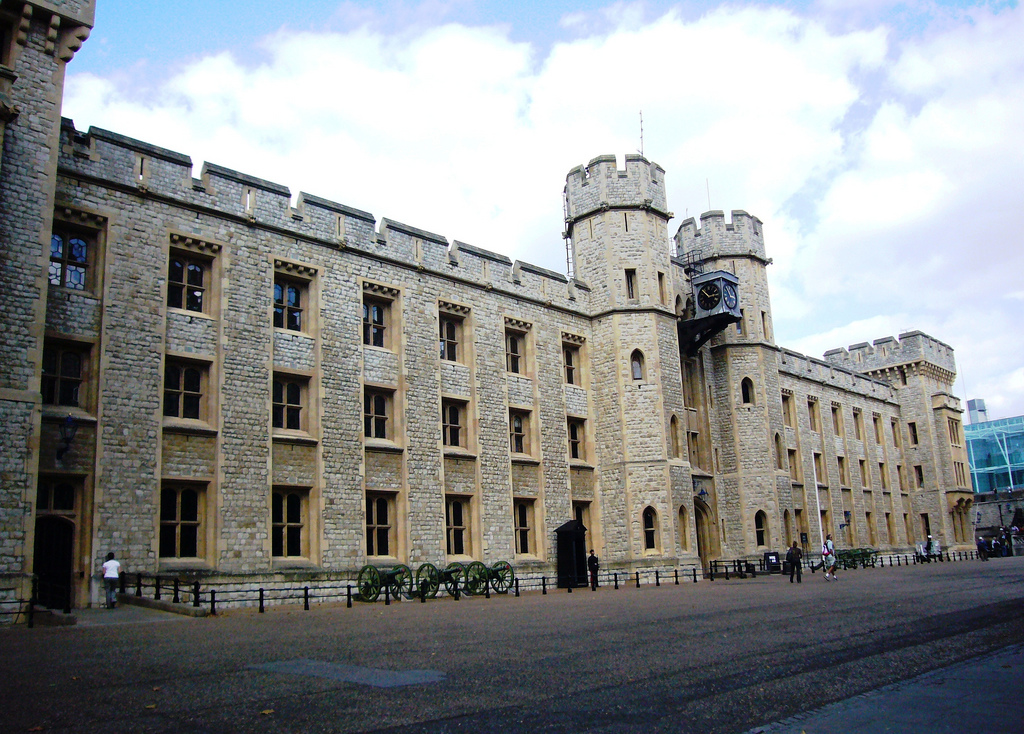
الواجهة الجنوبية لثكنات ووترلو.

نتيجة لتوسعات هنري، أصبحت كنيسة سانت بيتر المقيّد، وهي كنيسة نورمانية كانت في السابق خارج حدود القلعة، ضمن حدود القلعة الآن. زيّن هنري الكنيسة بإضافة نوافذ زجاجية، ومقعدين له ولزوجته الملكة. في عام 1290، أعاد إدوارد الأول بناؤها بتكلفة أكثر من 300 £ (حوالي 142,000 £ بأسعار عام 2008)، ثم أعاد هنري الثامن بناءها مرة أخرى في عام 1519. ويعتبر هذا هو تاريخ بنائها الآن، على الرغم من تجديدها في القرن التاسع عشر. إلى الغرب مباشرة من برج ويكفيلد، تم بناء البرج الدامي في نفس الوقت الذي بنيت فيه الحوائط الدفاعية للجناح الداخلي، بالإضافة إلى بوابة مائية للعبور إلى القلعة عبر نهر التايمز. اكتسب البرج الدامي اسمه في القرن السادس عشر، حيث يُعتقد أنه تم اغتيال الملك الطفل إدوارد الخامس وشقيقه في البرج، ليستولي عمهما على العرش. بين عامي 1339 و 1341، تم بناء بيت حراسة في الحائط الدفاعي بين برجي بيل وسالت. خلال فترة حكم أسرة تيودور، تم بناء مجموعة من المباني لتخزين الذخائر داخل الجناح الداخلي من جهة الشمال. أعيد تنظيم مباني القلعة خلال فترة حكم أسرة ستيوارت. وفي عام 1663، أنفق ما يزيد عن 4,000 £ (حوالي 460,000 £ بأسعار عام 2008) لبناء مخزن جديد (يعرف الآن باسم مستودع الأسلحة الجديد) في الجناح الداخلي. وفي عام 1688، بدأ بناء المخزن الكبير شمال البرج الأبيض، في نفس الموقع الذي أزالت منه أسرة تيودور مجموعة من المخازن؛ إلا أن حريقًا دمره في عام 1841. بنيت ثكنات ووترلو على نفس الموقع، ولا تزال حتى يومنا هذا، مقرًا لحفظ جواهر التاج البريطاني.

### الجناح الخارجي
أنشأ جناح ثالث خلال توسيعات البرج في عهد إدوارد الأول، ليحيط بكامل القلعة. وفي الوقت نفسه، بنيت «نقطة حصينة» سميت «نقطة ليجي» في الزاوية الشمالية الغربية للقلعة. أضيفت بعد ذلك «نقطة براس الحصينة» في الزاوية الشمالية الشرقية في وقت لاحق، وأزيلت ثلاثة أبراج أخرى مستطيلة من الجدار الشرقي في عام 1843. على الرغم من أن النقاط الحصينة تنسب لعهد أسرة تيودور، إلا أنه لا دليل على ذلك؛ حيث أشارت بعض الأبحاث الأثرية إلى أن نقطة ليجي الحصينة ترجع إلى عهد إدوارد الأول. أضيف بعد ذلك خندق مائي خارج الحدود الجديدة للقلعة بعرض 50 م. وعند بناء جدار دفاعي جديد، حُجب المدخل الرئيسي القديم لبرج لندن؛ وتم إنشاء مدخل جديد في الركن الجنوبي الغربي من الجدار الخارجي الجديد. هذا التركيب المعقد للبوابات الداخلية والخارجية والحراسة الموضوعة عليها، أصبح يعرف باسم «برج ليون» (الأسد)، ولكن هذا البرج أيضًا لم يعد باقيًا الآن.
توسع إدوارد في الجانب الجنوبي من برج لندن على الأراضي التي كان نهر التايمز يغمرها. وفي هذا الجدار، بنى برج سانت توماس بين عامي 1275 و 1279؛ الذي عُرف فيما بعد باسم «بوابة الخونة»، والتي حلت محل بوابة البرج الدامي كبوابة مائية للقلعة، وهو مبنى فريد من نوعه في إنجلترا، ويشبه البوابة المائية التي كانت موجودة في قصر اللوفر في باريس. تم تأمين البوابة بتوفير فتحات للرماة لصد الهجمات في حالة وقوع هجوم على القلعة عن طريق النهر، كما وضع نظام للتحكم فيمن يدخل للقلعة. توافرت مساكن فاخرة في الطابق الأول من البرج. ويعتقد أن إدوارد نقل أيضًا دار صك العملة الملكية للبرج. بحلول عام 1560، أصبحت دار صك العملة في مبنى في الجناح الخارجي بالقرب من برج سالت. وبين عامي 1348 و 1355، أضيفت بوابة مائية ثانية، سميت «برج كرادل» شرق برج سانت توماس لاستخدام الملك الخاص.

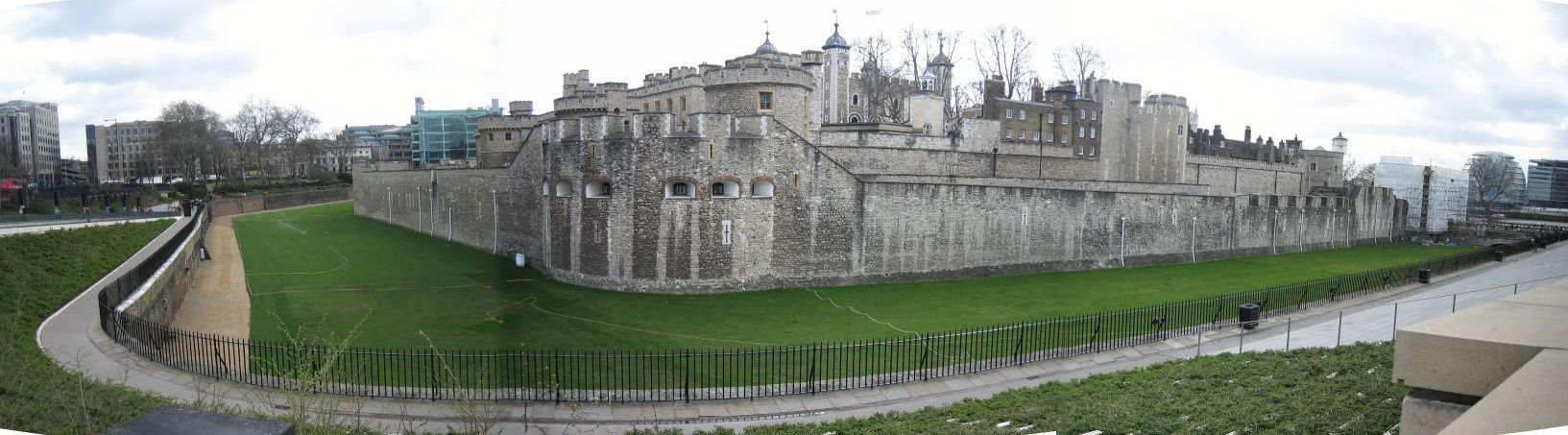
الجدار الحصين الخارجي لبرج لندن، يظهر من خلاله في جزء من الجدار الحصين الداخلي. وفي المنتصف نقطة ليجي الحصينة.

## تأسيس البرج وتاريخه القديم
بعد انتصار ويليام الفاتح دوق نورماندي في معركة هاستينغز في 14 أكتوبر 1066، أمضى باقي العام في تأمين الأراضي التي استولى عليها، ببناء نقاط حصينة رئيسية. أسس ويليام العديد من القلاع على طول الطريق، ولكنه اتخذ طريقًا ملتويًا نحو لندن. بعد أن أسس جنوده الساكسونيون الجسر المحصنة في لندن، قرر اجتياح «ساوثوورك» قبل مواصلة رحلته في جنوب إنجلترا. قطعت سلسلة انتصارات النورمان على طول الطريق خطوط إمداد المدينة. وفي ديسمبر 1066، سلّم قادة المدينة لندن دون قتال. وبين عامي 1066 و 1087، أنشأ ويليام 36 قلعة جديدة، بالرغم من أن كتاب ونشيستر يشير إلى أنه تم تأسيس المزيد من القلاع من قبل تابعيه. ورثت الأسرة الحاكمة الجديدة ما وصف بأنه «أقوى نظام قلاع دفاعية في تاريخ أوروبا الإقطاعية». كانت تلك القلاع متعددة الأغراض، فهي نقاط حصينة (تستخدم كقاعدة للعمليات في أراضي العدو)، ومراكز للإدارة وكمساكن.

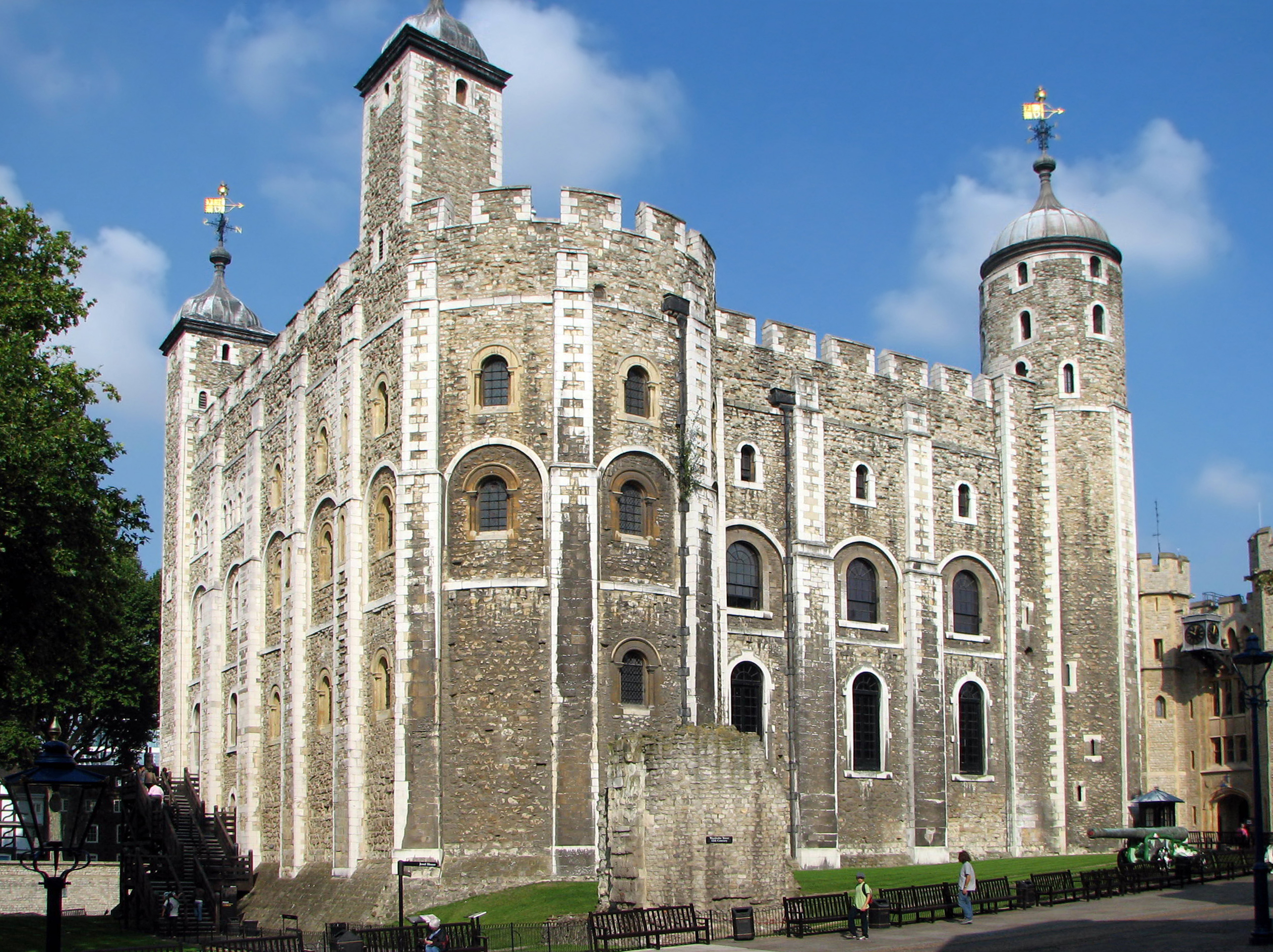
تاريخ البرج الأبيض يعود إلى أواخر القرن الحادي عشر.

أرسل ويليام مجموعة من الجند لإعداد المدينة لدخوله، والاحتفال بانتصاره وتأسيس قلعة. في ذلك الوقت، كانت لندن أكبر مدينة في إنجلترا، وبتأسيس إدوارد المعترف لدير وستمنستر وقصر وستمنستر القديم أصبحت مركزًا للحكم، ومع وجود ميناء مزدهر كان من المهم بالنسبة للنورمان فرض سيطرتهم على الموقع. في الوقت نفسه، تأسست قلعتي لندن «بينارد» و«مونتفيش». التحصينات التي عُرقت لاحقًا باسم برج لندن بنيت على الزاوية الجنوبية الشرقية من أسوار المدينة الرومانية، والتي استخدمت كدفاعات أولية على نهر التايمز، لتوفير حماية إضافية من الجنوب. أحيطت أول مراحل بناء القلعة بخندق وأسوار خشبية، مع تجهيز مسكن مناسب لويليام.
قديمًا، بنيت معظم قلاع النورمان من الأخشاب، ولكن بحلول نهاية القرن الحادي عشر، تم تجديد القليل من القلاع، ومنها برج لندن، واستبدلت الأخشاب بالأحجار. بدأ العمل في بناء البرج الأبيض الذي سميت القلعة بالبرج نسبة له في عام 1078. لم يتم الانتهاء من البناء حتى وفاة ويليام في عام 1087. البرج الأبيض هو أقدم بناء حجري باقي في إنجلترا، وكانت أقوى مباني القلعة قديمًا، كما كان يتضمن مقرًا لإقامة الملك. وعلى أقصى تقدير، تم الانتهاء من البناء في عام 1100.
تشير السجلات الأنجلوساكسونية، أنه في عام 1097، أمر الملك ويليام الثاني ببناء جدار حول برج لندن، والذي كان على الأرجح من الحجر، ومن المرجح أنه كان بديلاً للسياج الخشبي الذي كان موجودًا في الجانبين الشمالي والغربي من القلعة، وبين الجدار الرومانية ونهر التايمز. لم يكن ما يميز غزو النورمانديين للندن، هو ظهور أسرة حاكمة جديدة فقط، ولكن كان من نتائج هذا الغزو إعادة هيكلة المدينة. صودرت الأراضي، وأعيد توزيعها بين النورمان، الذين جلبوا أيضًا معهم مئات اليهود، لأسباب اقتصادية. وصل اليهود تحت حماية مباشرة من الملك، ونتيجة لذلك كانت كثيرًا ما تتواجد مساكنهم بالقرب من القلاع. كان اليهود يلجؤون للبرج، كلما تعرضوا للتهديد من أعدائهم.
وضعت وفاة هنري الأول عام 1135، إنجلترا في أزمة خلافة؛ فبالرغم من أن هنري أقنع أكثر البارونات سلطة بدعم خلافة الإمبراطورة ماتيلدا له، إلا أنه بعد بضعة أيام فقط من وفاة الملك وصل من فرنسا ستيفن كونت بلوا للمطالبة بالعرش. لم تستخدم القلعة كمقر الملكية حينئذ ولبعض الوقت، ووضعت تحت قيادة «جيفري دي ماندفيل» قائد البرج، وهو المنصب الذي استحدث حينئذ. ونظرًا لكون البرج حصنًا منيعًا، لذا فقد كان موقعًا استراتيجيًا هامًا ذا قيمة عالية. استغل دي ماندفيل ذلك، وباع ولائه لصالح ماتيلدا، بعد أسر ستيفن في عام 1141 بعد معركة لنكولن الأولى. وبعد أن قلّ الدعم لماتيلدا في العام التالي، باع ولائه لستيفن. ومن خلال دوره كقائد للبرج، أصبح دي ماندفيل «الرجل الأغنى والأقوى في إنجلترا». عندما حاول دي ماندفيل استخدام نفس الحيلة مرة أخرى، هذه المرة بإجراء محادثات سرية مع ماتيلدا. ألقى ستيفن القبض عليه، أجبره على التخلي عن سيطرته على القلاع التابعة له، وعيّن بدلاً منه مع واحد من أكثر مؤيديه ولاءً له. حتى ذلك الحين كانت قيادة البرج وراثية، ولكن بعد ذلك الموقف، أصبحت تلك السلطة في أيدي الملك الذي يعين أحد الشخصيات لقيادة البرج. كان ذلك المنصب يعطى لحامله أهمية كبيرة، وعلى الرغم من أن قائد البرج كان لا يزال المسؤول عن الحفاظ على القلعة وحاميتها، إلا أنه كان لديه طاقم مساعد لإدارة البرج يترأسه ملازم البرج. كانت سلطات قادة البرج متعددة في المدينة، فهم عادة يتولون مهمة حماية المدينة وفرض الضرائب وتطبيق القانون والحفاظ على النظام. ومع استحداث منصب «عمدة لندن» عام 1191، قلت صلاحيات قائد البرج في المدينة، مما تسبب صدام بين المنصبين في بداية الأمر.

## التوسعات
لم يشهد البرج أي تعديلات منذ إنشائه إلى عهد ريتشارد قلب الأسد، توسعت القلعة على يد «ويليام لونجشامب» نائب ريتشارد قلب الأسد في حكم إنجلترا أثناء حملة ريتشارد الصليبية على الشرق. تم إنفاق 2,881£ على القلعة في الفترة من 3 ديسمبر 1189 إلى 11 نوفمبر 1190، من جملة 7,000£ أنفقها ريتشارد على بناء القلاع في إنجلترا. ووفقًا لأحد المؤرخين، فقد قام لونجشامب بحفر خندق حول القلعة، وحاول ملأه بالماء من نهر التايمز. كان لونجشامب أيضًا قائدًا للبرج، وسعى لهذه التوسعات لتعزيز القلعة في حربه مع الأمير جون الشقيق الأصغر لريتشارد قلب الأسد والذي حاول الاستيلاء على السلطة في غياب أخيه أثناء الحروب الصليبية. اختبرت التعزيزات الجديدة للبرج لأول مرة في أكتوبر 1191، عندما تعرض البرج للحصار لأول مرة في تاريخه. استسلم لونجشامب للأمير جون بعد ثلاثة أيام فقط، لأنه اعتقد أن ما سيربحه من استسلامه أكثر مما سيربحه من الحصار.

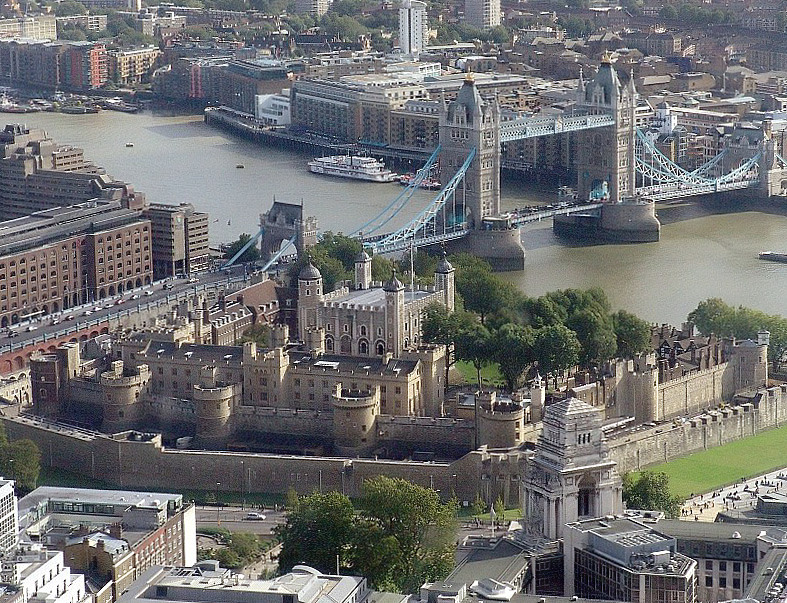
صورة للبرج على نهر التايمز، يظهر بها جسر برج لندن.

خلف جون شقيقه ريتشارد قلب الأسد عام 1199. ولكن أثناء حكمه، لم تكن علاقته مع باروناته جيدة، مما جعلهم يتحركون ضده. وفي عام 1214، بينما كان الملك جون في قلعة وندسور، قاد روبرت فيتزوالتر جيشًا لمهاجمة لندن، وحاصر البرج. قاومت حامية البرج، ولم يرفع الحصار إلا بعد أن وقّع جون على الماجنا كارتا. نكث الملك بوعوده الإصلاحية، مما أدى إلى اندلاع حرب البارونات الأولى. وحتى بعد أن تم التوقيع على الماجنا كارتا، حافظ فيتزوالتر على سيطرته على لندن. وخلال الحرب، انضمت حامية البرج إلى قوات البارونات. أطيح بالملك جون في عام 1216، وعرض البارونات العرش الإنجليزية على الأمير لويس الابن البكر للملك الفرنسي. ومع ذلك، وبعد وفاة جون في أكتوبر 1216، دعم الكثيرون طلب ابنه البكر الأمير هنري للعرش. استمرت الحرب بين الفصائل المؤيدة لهنري وللويس، مع دعم فيتزوالتر للويس. كان فيتزوالتر لا يزال يسيطر على لندن والبرج، وبقيا كذلك حتى أصبح من الواضح أن أنصار هنري ستكون لهم الغلبة.
في القرن الثالث عشر، قام الملكان هنري الثالث وإدوارد الأول بتوسعات في القلعة، حتى استقرت عند حدودها الحالية. كان العلاقات بين هنري وباروناته غير مستقرة، نتيجة عدم وجود تفاهم متبادل بينهم، مما أدى إلى الاضطراب والاستياء تجاه حكمه. ونتيجة لذلك، كان يحرص على ضمان تعزيز برج لندن. وفي الوقت نفسه، كان هنري محبًا للجمال، وسعى لجعل القلعة مكانًا مريحًا للمعيشة. منذ عام 1216 حتى عام 1227، أنفق ما يقرب من 10,000£ على برج لندن، في الوقت الذي أنفق فيه على قلعة وندسور أكثر من 15,000£ وقد تركز معظم العمل على المباني الفخمة في الجناح الأعمق. بدأ تقليد تبييض البرج الأبيض (الذي منه استمد البرج اسمه) في عام 1240.
وفي حوالي عام 1238، تم توسيع القلعة في الاتجاهات الشرقية والشمالية، والشمالية الغربية. استمر العمل خلال حكم هنري الثالث وإدوارد الأول، ولكنه توقف لفترات متقطعة بسبب الاضطرابات المدنية. شملت الإضافات الجديدة تعزيز الدفاعات الخارجية وبناء أبراج في الغرب والشمال والشرق، كما تم حفر خندق دفاعي حول القلعة. التوسعات الشرقية جعلت القلعة تتمدد خارج حدود المستوطنة الرومانية القديمة، والتي تمثلت في سور المدينة والذي كان ضمن دفاعات القلعة في السابق. كان البرج لفترة طويلة رمزًا للاضطهاد والقهر في أعين اللندنيين، كما لم يحظ برنامج هنري لتعزيز القلاع بترحيب الشعب. لذا عندما انهارت بوابة الحراسة في عام 1240، احتفل بذلك السكان المحليون.
عقد هنري الثالث محكمة في برج لندن، كما عقد جلسات البرلمان هناك على الأقل مرتين (عامي 1236 و 1261)، عندما رأى أن رغبات البارونات أصبحت جامحة وخطيرة. وفي عام 1258، أجبر البارونات الساخطون بقيادة سيمون دي مونتفورت الملك على الموافقة على الإصلاحات، بما في ذلك عقد جلسات البرلمانات بانتظام. كما كان التخلي عن برج لندن من بين طلباتهم. استاء هنري الثالث من فقدان السلطة، وسعى لأخذ موافقة البابا ليحنث بقسمه. وبدعم من المرتزقة، سيطر هنري على البرج في عام 1261. وفي الوقت الذي كانت فيه المفاوضات مع البارونات ما زالت مستمرة، اختبأ الملك في القلعة، على الرغم من عدم تحرك الجيش للقبض عليه. تم الاتفاق على هدنة بشرط أن يتخلى الملك عن السيطرة على البرج مرة أخرى. حقق هنري انتصارًا كبيرًا في معركة إيفشام في عام 1265، والتي مكّنته من استعادة السيطرة على البلاد وعلى برج لندن. جاء الكاردينال أوتوبون إلى إنجلترا ليعلن أن المتمردين محرومون كنسيًا؛ لم يحظ هذا الفعل بأي شعبية، وتفاقم الوضع عندما أسند إلى الكاردينال أمر قيادة البرج. سار جيلبرت دي كلير نحو لندن في أبريل 1267، وفرض حصارًا على القلعة، معلنًا أن قيادة البرج «ليست وظيفة لا يمكن أن يستأمن عليها في أيدي أجنبي». على الرغم من وجود جيش كبير والآت الحصار، لم يتمكن جيلبرت دي كلير من السيطرة على البرج، وانسحب مما سمح للملك بالسيطرة على العاصمة، وبقي البرج في أمان بقية عهد هنري.
على الرغم من أنه نادرًا ما كان يتواجد في لندن، إلا أن إدوارد الأول أنفق على البرج ما يصل إلى 21,000 £ بين عامي 1275 و 1285، وهو أكثر من ضعف ما أنفق على القلعة خلال كامل عهد هنري الثالث، وهو ما يعادل حوالي 10,500,000 £ بأسعار عام 2008. كان إدوارد الأول بناءً محنك للقلاع، واستخدم خبرته في حروب الحصار خلال الحملات الصليبية لتعزيز دفاعات القلعة. استورد إدوارد نظام فتحات الرماة في القلاع من الشرق، وطبّقه في البرج. ملأ إدوارد الخندق الذي حفره هنري الثالث حول البرج، وبنى جدار دفاعي جديد يحيط به. ثم حفر خندق جديد حول الجدار الجديد. أعيد بناء الجزء الغربي من الجدار الدفاعي الذي بناه هنري الثالث، مع استبدال بوابة حراسة القلعة القديمة ببرج بوشامب، كما تم إنشاء مدخل جديد. وفي محاولة لتحقيق الاكتفاء الذاتي للقلعة، أضاف إدوارد طاحونتان داخل البرج. سجن ستمائة يهودي في برج لندن في عام 1278، بتهمة تقليم العملة. بدأ اضطهاد اليهود في إنجلترا في عهد إدوارد الأول في عام 1276، وبلغ ذروته في عام 1290، عندما أصدر مرسوم الطرد، الذي أجبر اليهود على الخروج من البلاد.

## البرج في العصور الوسطى المتأخرة

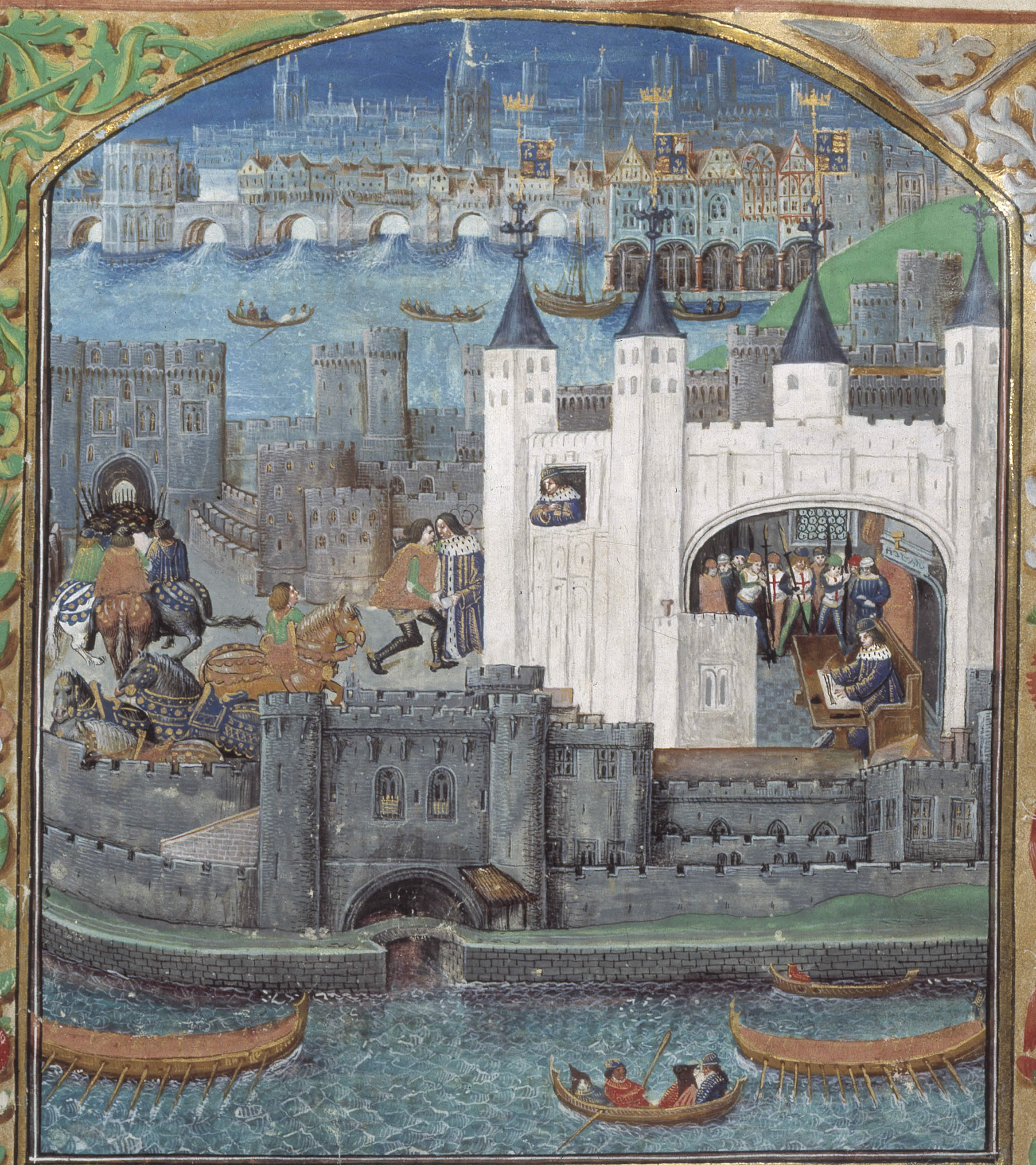
لوحة لبرج لندن، يظهر بها البرج الأبيض والبوابة المائية.

أثناء عهد إدوارد الثاني (1307-1327)، كان النشاط قليل نسبيًا في برج لندن. ومع ذلك، خلال هذه الفترة تأسست الخزانة الملكية، وكان مقرها في البرج. كانت «مارغريت دي كلير» أول امرأة تسجن في برج لندن، بعد أن رفضت دخول الملكة إيزابيلا لقلعة ليدز، وأعدمت الرسل الملكيين. كان البرج عامةً سجنًا للسجناء رفيعي المستوى، كما كان أهم سجن ملكي في البلاد. لم يكن بالضرورة سجنًا آمنًا، فطوال تاريخه كان المسجونون يقدمون الرشاوى للحراس لمساعدتهم على الهرب. ففي عام 1322، استطاع روجر مورتيمر الهرب من البرج بمساعدة مساعد ملازم البرج الذي ترك رجال مورتيمر يدخلون، وينقبون ثقبًا في جدار زنزانته، ثم هرب مورتيمر في قارب ينتظره. هرب مورتيمر إلى فرنسا، حيث قابل إيزابيلا زوجة الملك إدوارد. وبدأ الاثنان في التخطيط لانقلاب على الملك. كان أحد أوائل أعمال مورتيمر عند عودته إلى إنجلترا، هو الاستيلاء على البرج والإفراج عن السجناء المحتجزين هناك. ولمدة ثلاث سنوات، حكم مورتيمر إنجلترا كوصي على إدوارد الثالث؛ وفي عام 1330، تمكن إدوارد وأنصاره من القبض على مورتيمر، وسجنوه في البرج. في عهد إدوارد الثالث، استعادت إنجلترا نجاحاتها العسكرية بعد التراجع في عهد والده أمام الاسكتلنديين والفرنسيين. ومن بين نجاحاته أسره للملك جون الثاني ملك فرنسا والملك ديفيد الثاني ملك اسكتلندا. خلال هذه الفترة، سجن العديد من النبلاء في البرج كأسرى حرب. كان برج لندن في حالة يرثى لها في عهد إدوارد الثاني، وفي عهد إدوارد الثالث أصبحت القلعة مكانًا غير مريح. لم يكن مسموحًا للنبلاء الأسرى داخل البرج بالمشاركة في أنشطة مثل الصيد، الذي كان مباحًا في غيره من القلاع الملكية المستخدمة كسجون. وخلال فترة حكمه، أمر إدوارد الثالث بتجديد القلعة.
عندما تم تتويج ريتشارد الثاني في عام 1377، سار موكب تتويجه من البرج إلى دير وستمنستر، وهو التقليد الذي بدأ في بداية القرن الرابع عشر، استمر حتى عام 1660. وأثناء ثورة الفلاحين عام 1381، كان الملك محاصرًا داخل برج لندن. وعندما خرج الملك للقاء وات تايلر زعيم المتمردين، اجتاح حشد من الجماهير القلعة دون مقاومة، ونهبوا دار الكنوز الملكية. لجأ «سيمون سدبري» رئيس أساقفة كانتربري إلى كنيسة سانت جون، أملاً في أن تحترم الغوغاء قدسية الكنيسة. ومع ذلك، أقتيد بعيدًا وقطع رأسه في التلة المجاورة. وبعد ست سنوات، كانت هناك حالة عصيان مدني أخرى، حتى أن ريتشارد أحتفل بعيد الميلاد في البرج بدلاً من قلعة ويندسور كما هي العادة. وعندما عاد هنري بولينجبروك من المنفى في عام 1399، سجن ريتشارد في البرج الأبيض، وأجبر على التنازل عن العرش، وتم تنصيب بولينجبروك، ليصبح الملك هنري الرابع. في القرن الخامس عشر، كان هناك القليل من المباني في برج لندن، في الوقت الذي كانت فيه القلعة لا تزال مكانًا هامًا للجوء. عندما حاول مؤيدي الملك السابق ريتشارد الثاني القيام بمحاولة انقلابية، وجد هنري الرابع في برج لندن الملجأ الآمن من هذه المحاولة. خلال تلك الفترة، كان بالبرج العديد من السجناء، ومنهم وريث العرش الإسكتلندي الأمير جيمس الأول، الذي اختطف أثناء رحلته إلى فرنسا في عام 1406، وسجن في البرج. وفي عهد هنري الخامس، تحسنت حظوظ إنجلترا في حرب المئة عام أمام فرنسا. ونتيجة لانتصاراته، مثل معركة أجينكورت، ضم البرج العديد من السجناء رفيعي الشأن، الذين بقوا كأسرى في البرج حتى تم فدائهم.
كانت حرب الوردتان في النصف الثاني من القرن الخامس عشر بين المطالبين على العرش من أسرتي لانكستر ويورك. ولمرة أخرى حوصرت القلعة في عام 1460، هذه المرة من قبل قوات أسرة يورك. لحقت أضرار كبيرة بالبرج من نيران المدفعية، لكن حاميته لم تستسلم إلا بعد أسر الملك هنري السادس في معركة نورثهامبتون. وبمساعدة من «ريتشارد نيفيل» (الملقب بـ «صانع الملوك»)، استعاد هنري العرش لفترة قصيرة في عام 1470. ومع ذلك، سرعان ما استعاد إدوارد الرابع السيطرة على البلاد، وسجن هنري السادس في برج لندن حيث قُتل. أثناء الحروب، تم تحصين البرج ليتحمل نيران المدفعية، وتم فتح ثغرات للمدافع والمسدسات في الأسوار لهذا الغرض، إلا أنها لم تعد باقية الآن.
بعد فترة قصيرة من وفاة الملك إدوارد الرابع في عام 1483، قتل ولداه في البرج. ويعد هذا الحادث واحد من أكثر الأحداث سيئة السمعة المرتبطة ببرج لندن، حيث قتل ريتشارد دوق غلوستر الصبيان الصغيران إدوارد وريتشارد ابني شقيقه الملك الراحل إدوارد الرابع. اكتشفت العظام التي يعتقد أنها خاصة بالأميرين الصغيرين في عام 1674، عندما تم هدم مدخل البرج الأبيض الذي يعود للقرن الثاني عشر. تزايدت المعارضة لريتشارد حتى هزم في معركة بوسوورث في عام 1485، أمام هنري تيودور، الذي نودي به ملكًا تحت اسم هنري السابع.

## تغير استخدامات البرج
تميز بداية عصر أسرة تيودور بتراجع استخدام برج لندن كمقر ملكي، وأصبح استخدامه كمستودع للأسلحة والذخائر وكسجن للمجرمين أكثر من استخدام كقصر للملك أو الملكة. وبحلول عام 1509، أصبح هناك طاقم حراسة ملكي للبرج. وخلال عهد هنري الثامن، أعيد تقييم البرج، ووجد أنه بحاجة إلى تطوير دفاعاته. وفي عام 1532، أنفق توماس كرومويل £ 3,593 (أي حوالي £ 1,400,000 بأسعار عام 2008) على أعمال الإصلاح واستيراد ما يقرب من 3,000 طن من الأحجار من مدينة كا للبناء. ورغم ذلك، لم يكن ذلك كافيًا لتحقيق مستوى التحصينات العسكرية المعاصرة التي تجعل القلعة تتحمل هجمات المدفعية. وعلى الرغم من إصلاح الدفاعات، أهملت مباني القلعة بعد وفاة هنري، حتى أصبحت في حالة غير صالحة للسكن تقريبًا. ومنذ عام 1547، لم يعد برج لندن يستخدم كمقر للإقامة الملكية، إلا عندما تقتضي التقاليد ذلك. فعلى سبيل المثال، أقام كل من إدوارد السادس وماري الأولى وإليزابيث الأولى لفترة وجيزة في برج لندن قبل مراسم تتويجهم.
في القرن السادس عشر، اكتسب البرج سمعته كسجن وكمعتقل. كقلعة ملكية، استخدم الملوك البرج لسجن الأشخاص لأسباب مختلفة، ولكنه لم يكن يستخدم إلا لسجن الشخصيات المهمة لفترات قصيرة. أما المواطنون العاديون، فكان هناك الكثير من السجون ليسجنوا بها. وبعكس ما يشاع حول البرج، فقد كان السجناء قادرون على جعل حياتهم أكثر سهولة من خلال شرائهم أفضل وسائل الراحة مثل الغذاء أو النسيج من خلال ملازم البرج. وبالرغم من استخدام البرج لاحتجاز السجناء كما هو الحال في أي قلعة أخرى، إلا أنه لم تبن أي زنازين لهذا الغرض حتى عام 1687، عندما بني «سجن للجنود» في الجانب الشمالي الغربي من البرج الأبيض. اكتسب البرج سمعته كمكان للتعذيب، بسبب ما أشيع عن هذا الأمر دينيًا في القرن السادس عشر، ورومانتيكيًا في القرن التاسع عشر. ورغم أن تلك السمعة السيئة للبرج مبالغ فيها، إلا أن القرنين السادس عشر والسابع عشر كانا أكثر فترات استخدام القلعة كسجن، حيث سجن به العديد من الشخصيات الدينية والسياسية. هناك توثيق لاستخدام التعذيب في 48 حالة على الأقل في تلك الفترة، وكان من بين سجنوا وأعدموا في البرج زوجة هنري الثامن آن بولين.

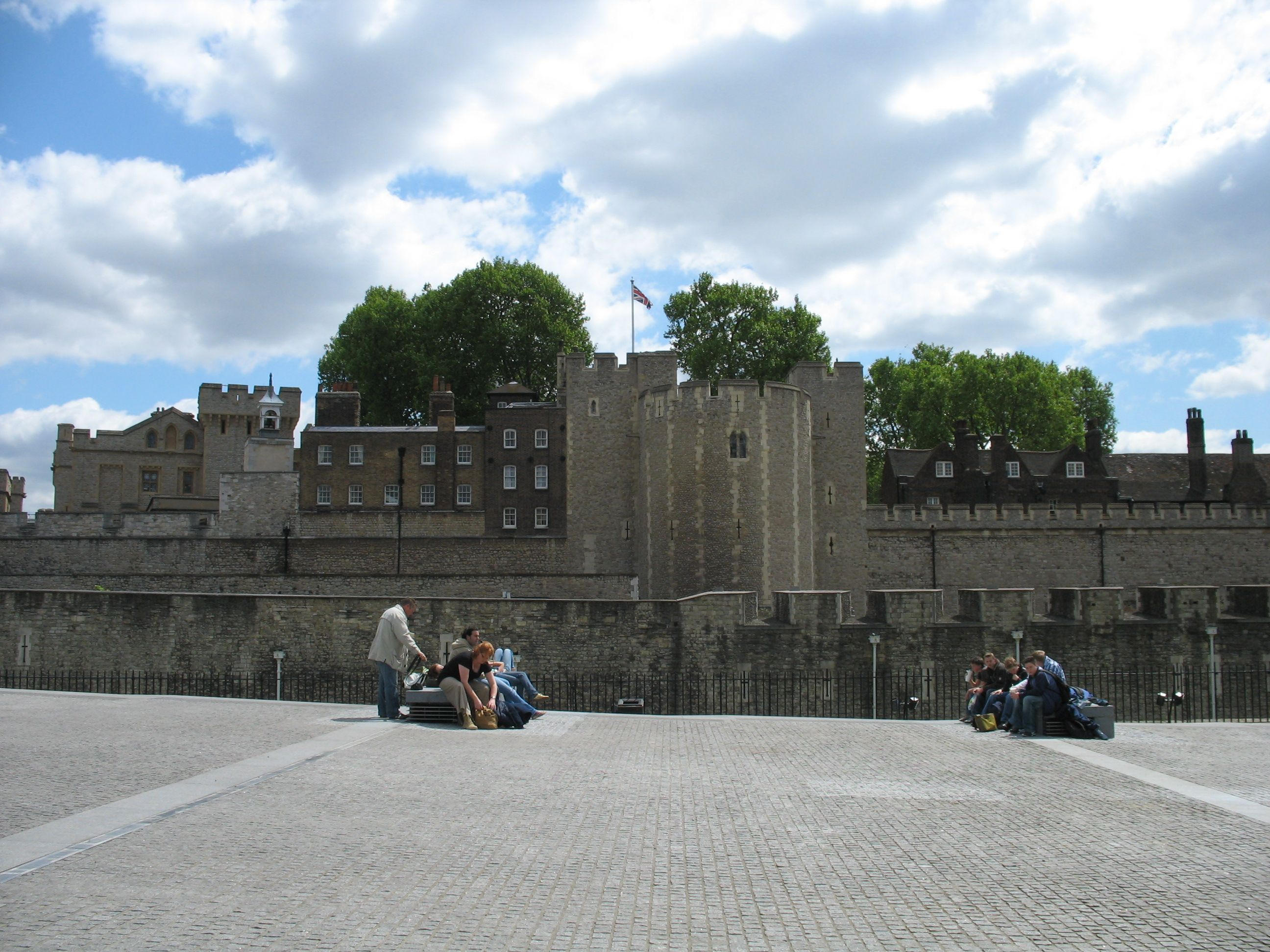
سطح تلة البرج المرصوف حيث أعدم 112 شخص على مدى 400 عام.

كان الدور الرئيسي لحراس البرج الملكيين في تلك الفترة، هو مراقبة السجناء. كان البرج في كثير من الأحيان أكثر أمانًا من غيره من السجون في لندن مثل سجن الأسطول، حيث كان المرض دائمًا متفشيًا. كان السجناء رفيعي المستوى يعيشون في ظروف مماثلة لتلك التي كانوا يعيشون فيها خارج البرج. أحد الأمثلة على ذلك، طلب والتر رالي تغيير غرفة حبسه لاستيعاب أسرته، حتى أن ابنه ولد هناك في عام 1605. كانت عمليات الإعدام تنفذ عادة خارج البرج على التلة المجاورة التي سميت بـ «تلة البرج»، والتي أعدم عليها 112 شخص خلال أربعمائة سنة. قبل القرن العشرين، كانت هناك سبع حالات إعدام داخل القلعة في برج جرين من بينها الليدي جين غراي، وهي الحالات التي اعتبر أن إعدامها علنًا يشكّل خطورة. بعد إعدام الليدي جين غراي في 12 فبراير 1554، سجنت الملكة ماري الأولى شقيقتها إليزابيث في البرج خوفًا من تمردها، بعدما قاد السير توماس ويات الابن ثورة ضد ماري باسم إليزابيث.
في القرن الخامس عشر، تأسس مستودع خاص للأسلحة ليقوم بمهام الخزانة الملكية في حفظ الأسلحة والأشياء الثمينة. ولأنه لم يكن هناك جيش دائم قبل عام 1661، كانت تكمن أهمية مستودع الأسلحة الملكي في برج لندن، في أنه يوفر الأسلحة والمعدات اللازمة في أوقات الحرب. تواجد هذا المستودع في البرج منذ عام 1454، ولكنه لم ينتقل إلى الجناح الداخلي إلا بحلول القرن السادس عشر. التوترات السياسية بين تشارلز الأول والبرلمان في الربع الثاني من القرن السابع عشر، أدت إلى محاولة من جانب القوات الموالية للملك لتأمين البرج ومحتوياته الثمينة، بما في ذلك الأموال والذخائر. تحركت قوة من الميليشيا إلى البرج في عام 1640، وهناك خططت للدفاع عن البرج ونصبت منصات للبنادق، وجهزت البرج للحرب. لم تختبر تلك التجهيزات أبدًا. ففي عام 1642، حاول تشارلز الأول اعتقال خمسة من أعضاء البرلمان، وعندما فشل في ذلك فر من المدينة. قرر البرلمان الثأر بالقبض على السير جون بايرون ملازم البرج. غيرت قوة الميليشيا ولاءها وأيدت البرلمانيين، وحاصرت البرج جنبًا إلى جنب مع مواطني لندن. وبإذن من الملك، سلّم بايرون البرج. استبدل البرلمان بايرون برجل من أنصارهم، وهو السير «جون كونيرز». وبحلول الوقت اندلعت الحرب الأهلية الإنجليزية في عام 1642، وكان برج لندن في قبضة البرلمانيين.
كان تشارلز الثاني هو آخر الملوك تمسكًا بتقليد خروج موكب التتويج من برج لندن إلى دير ويستمنستر، وذلك في عام 1660. كانت الإقامة في القلعة وقتئذ في حالة سيئة، لدرجة أنه لم يمض هناك الليلة السابقة لتتويجه. وفي عهد ملوك أسرة ستيوارت، أعيد تنظيم مباني البرج. في عام 1663، أنفق ما يزيد عن 4,000 £ (حوالي 460,000 £ بأسعار عام 2008) على بناء مخزن جديد يعرف الآن باسم مخزن الأسلحة الجديد في الجناح الداخلي. وعلى الرغم من تحسن مرافق الحامية، بإضافة «ثكنات الجنود الأيرلندية» في عام 1670، إلا أن محلات إقامة الجنود كانت لا تزال في حالة سيئة.
عندما اعتلت أسرة هانوفر العرش، كان الوضع غير مستقر، خوفًا من تمرد اسكتلندي محتمل، لذا تم إصلاح برج لندن. كانت منصات المدافع التي أضافتها أسرة ستيوارت قد تهاوت، فانخفض عدد المدافع في البرج من 118 إلى 45 مدفع، مما جعل أحد المؤرخين المعاصرين يشير إلى أن القلعة «لن تصمد لمدة أربع وعشرين ساعة أمام الحصار الذي سيضربه أي جيش». كانت فترات العمل على تحسين دفاعات البرج في القرن الثامن عشر متقطعة، وعلى الرغم من إضافة بوابة جديدة في الجدار الجنوبي تسمح بالوصول إلى الجناح الخارجي في عام 1774. امتلأ الخندق المحيط بالقلعة بالأوحال على مر القرون منذ أن تم إنشاؤه، على الرغم من محاولات تجنب ذلك. ولأنه كان لا يزال جزءً لا يتجزأ من دفاعات القلعة، ففي عام 1830، أمر قائد البرج ودوق ولينغتون آرثر ويلزلي بإزالة عدة أقدام من الطمي من الخندق. ومع ذلك، فإن ذلك لم يمنع تفشي المرض في حامية البرج في عام 1841، بسبب ضعف إمدادات المياه، مما أدى إلى موت بعض أفراد الحامية. لمنع حدوث مشاكل صحية أخرى، أُمر بتجفيف الخندق وردمه بالتراب. بدأ العمل في عام 1843، واستمر لعامين. بدأ العمل في بناء ثكنات ووترلو في الجناح الداخلي في عام 1845، عندما وضع دوق ولينغتون حجر الأساس للمبنى، ويمكن لهذا المبنى استيعاب 1,000 رجل في الوقت نفسه. تم بناء أماكن منفصلة للضباط إلى الشمال الشرقي من البرج الأبيض. أدت بعض الحركات الشعبية بين عامي 1828 و 1858، إلى التفكير في تعزيز برج لندن تحسبًا للاضطرابات المدنية. كان هذا البرنامج هو آخر برامج تحصين القلعة، ومعظم المنشآت التي استخدمتها المدفعية الباقية حتى الآن، ترجع إلى تلك الفترة.

## الترميم والسياحة

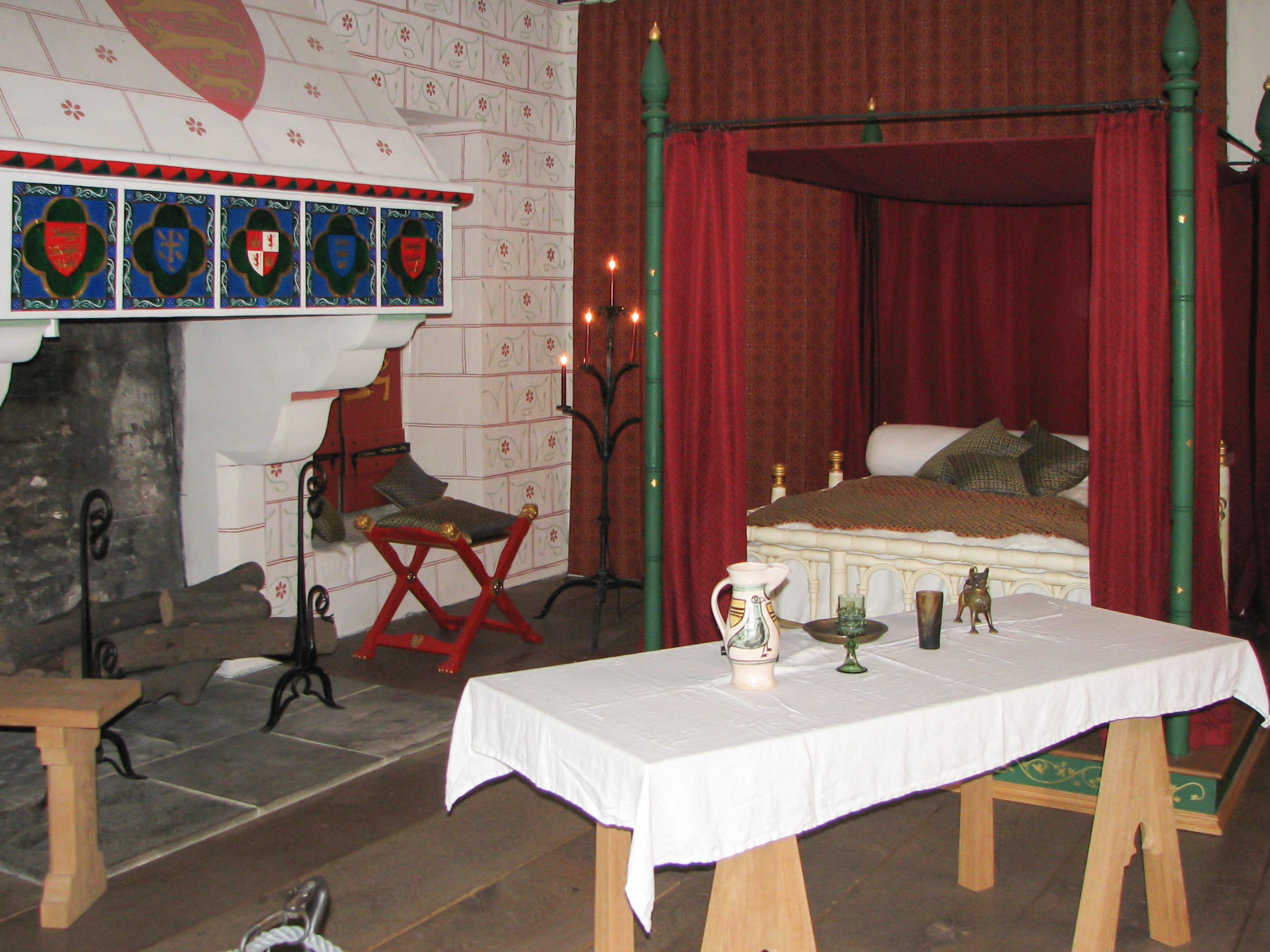
إعادة تجميع لغرفة نوم الملك إدوارد الأول في برج سانت توماس.

خلال القرنين الثامن عشر والتاسع عشر، أعيد توظيف مباني البرج لاستخدامها في استخدامات أخرى، وهدم بعضها. ولم يبق سوى برجي ويكفيلد وسانت توماس. تميز القرن الثامن عشر بتزايد الاهتمام بتاريخ إنجلترا في القرون الوسطى، والتي كان من آثارها ظهور العمارة القوطية الجديدة. وضح ذلك جليًا في عمارة البرج، عند بناء إسطبل جديد للخيول في عام 1825، أمام الواجهة الجنوبية للبرج الأبيض. كما كانت الأسوار هي أبرز آثار العمارة القوطية. أعيد تنظيم المباني الأخرى، لتتناسب مع هذا النمط، حتى أن ثكنات ووترلو كانت توصف بأنها «قلعة قوطية من القرن الخامس عشر». بين عامي 1845 و 1885، انتقلت بعض المؤسسات التي بقيت في البرج لقرون مثل دار صك العملة إلى مواقع أخرى. كما هدمت العديد من مباني ما بعد القرون الوسطى الشاغرة. وفي الوقت نفسه، كان هناك قدر أكبر من الاهتمام بتاريخ برج لندن.
كانت كتابات الكتاب المعاصرين من بين العوامل التي جعلت اهتمام الشعب يزداد بالبرج. من هؤلاء الكتاب ويليام هاريسون إينسوورث، الذي كتب روايته المؤثرة برج لندن وهي قصة خيالية تاريخية خلقت صورة حية لغرف التعذيب تحت الأرض لانتزاع الاعترافات التي ظلت عالقة في المخيلة القراء. لعب هاريسون أيضًا دورًا آخر في تاريخ البرج، حيث اقترح فتح برج بوشامب للجمهور ليتمكنوا من رؤية نقوش السجناء التي ترجع للقرنين السادس عشر والسابع عشر. ووفقًا لهذا الاقتراح، بدأ المهندس «أنتوني سالفين» برنامجًا لإعادة تجديد شاملة للبرج تحت رعاية الأمير ألبرت. خلف المهندس «جون تايلور» سالفين في العمل. عندما كان تايلور يعتقد أن أحد مباني البرج، لا يحقق تخيله لعمارة العصور الوسطى، كان تايلور يأمر بإزالته على الفور، ونتيجة لذلك أزيل عددًا من المباني الهامة داخل القلعة، كما أزيلت بعض الديكورات الداخلية التي تعود لمرحلة ما بعد القرون الوسطى.

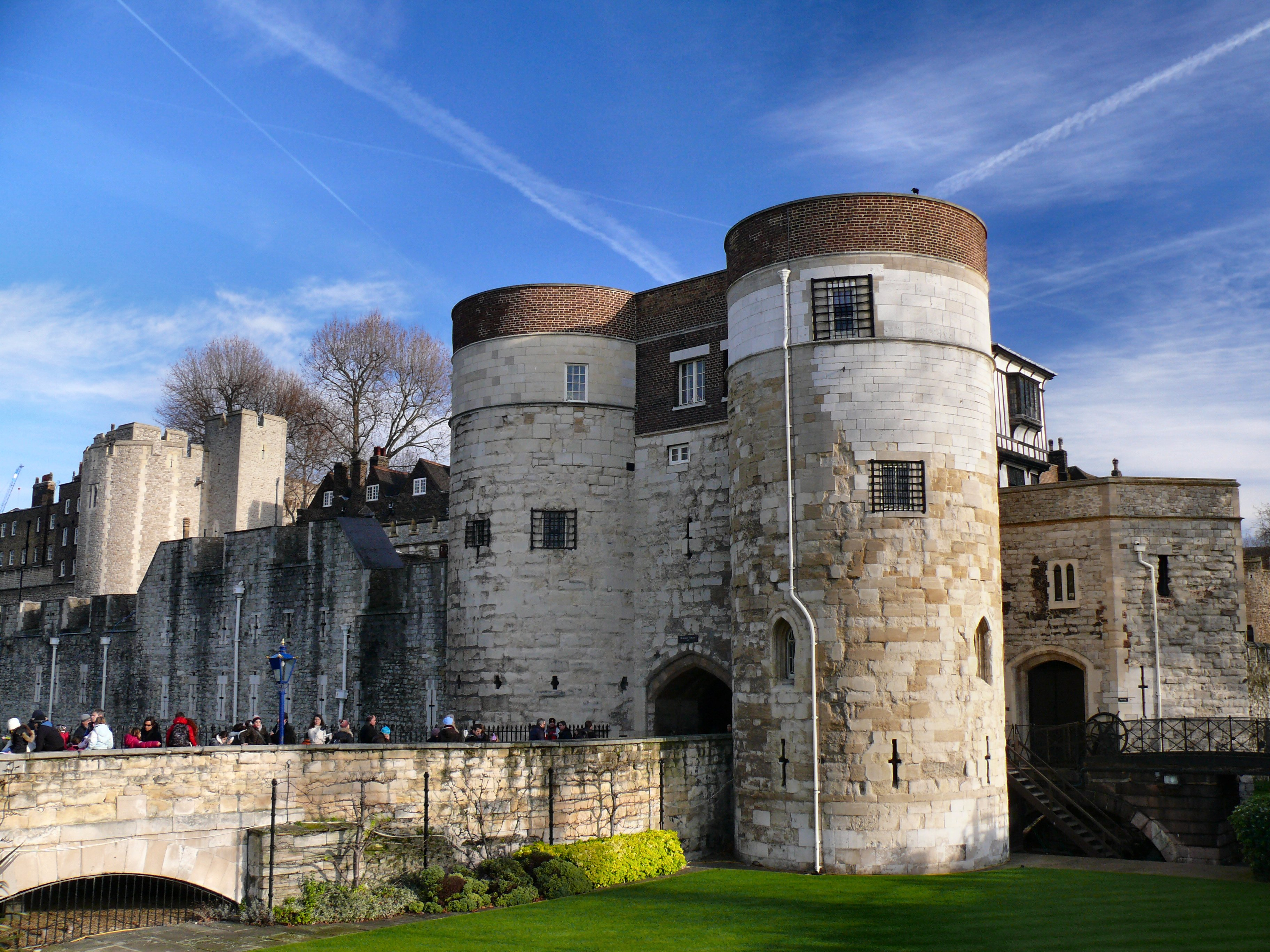
المدخل الرئيسي لبرج لندن، والذي يعد اليوم من المزارات السياحية.

على الرغم من أن قنبلة واحدة فقط سقطت على برج لندن في الحرب العالمية الأولى (سقطت دون أن تسبب أذى في الخندق)، إلا أن الحرب العالمية الثانية تركت علامة كبيرة. ففي 23 سبتمبر 1940 أثناء الغارات، أتلفت القنابل شديدة الانفجار القلعة، ودمرت العديد من المباني وكادت أن تصيب البرج الأبيض. بعد الحرب، تم إصلاح الأضرار، وأعيد فتح برج لندن للجمهور.

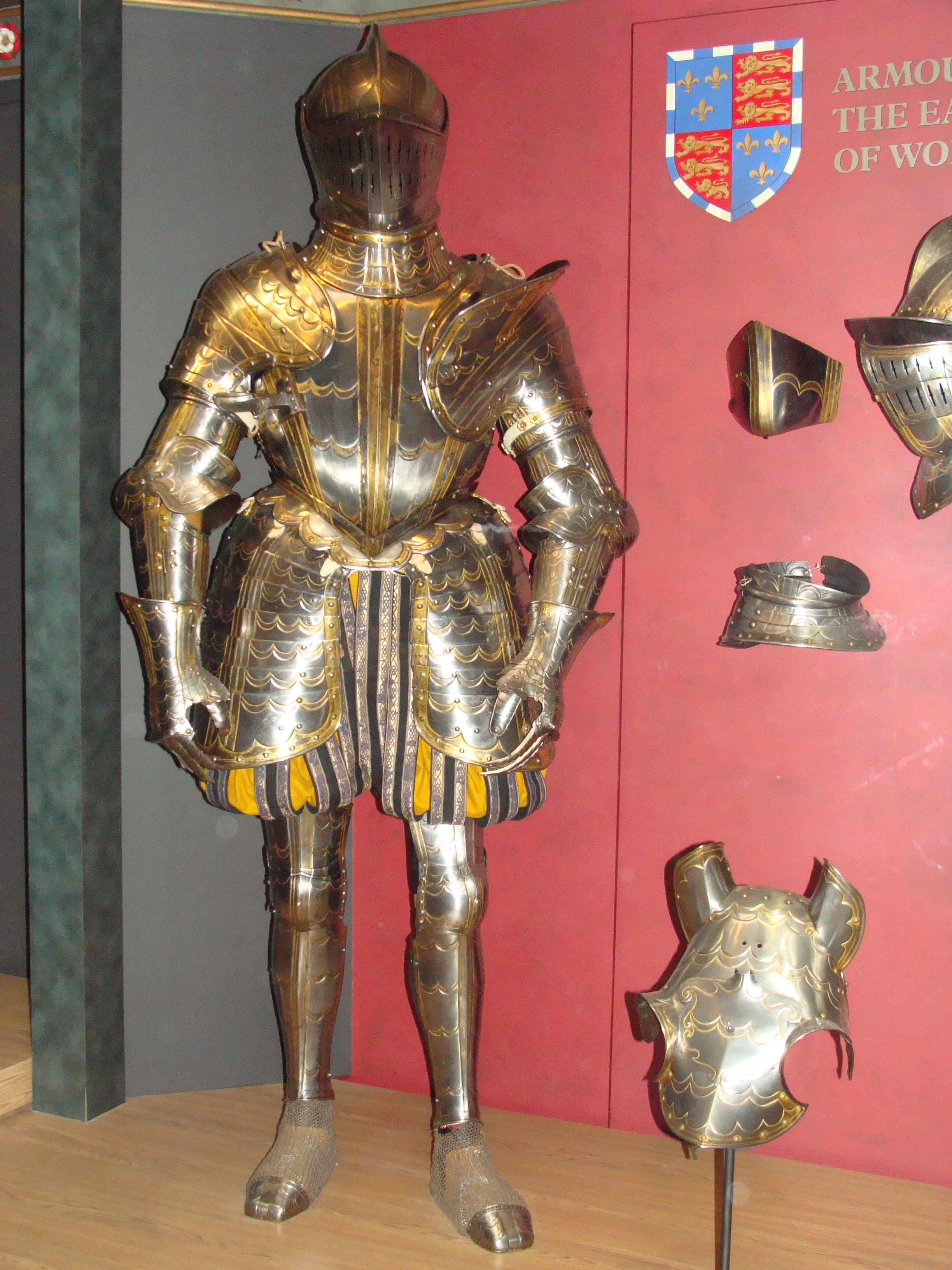
أحد الدروع المعروضة في معرض الدروع بالبرج.

أصبح برج لندن واحدة من أهم مناطق الجذب السياحي شعبية في إنجلترا، وبالأخص في عهد الملكة إليزابيث الثانية. أكثر أقسامها جذبًا للجماهير هي حديقة الحيوان الملكية ومعرض الدروع، بالإضافة إلى جواهر التاج البريطاني المعروضة للجمهور منذ عام 1669. اكتسبت البرج شعبيته لدى السياح بشكل مطرد خلال القرن التاسع عشر، على الرغم من اعتراض دوق ولينغتون على ذلك. نظرًا لزيادة أعداد الزوار، تم تشييد مكتب لحجز التذاكر في عام 1851. وبحلول نهاية القرن التاسع عشر، بلغ عدد زوار القلعة أكثر من 500,000 زائر سنويًا.
كانت السياحة هي الدور الرئيسي للبرج في القرن العشرين، أما الأنشطة العسكرية الروتينية فقد قلّت في النصف الأخير من القرن، وانتقلت إلى خارج القلعة. ومع ذلك، لا تزال مفرزة من وحدة حراس الملكة في قصر باكنغهام تقوم بمهام حراسة البرج مع حراس البرج الملكيين. في عام 1974، انفجرت قنبلة في غرفة الهاون في البرج الأبيض، مخلفةً قتيل واحد و35 جريح. لم تعلن أي جهة مسؤوليتها عن الحادث، إلا أن تحقيقات الشرطة أشارت إلى ضلوع الجيش الجمهوري الأيرلندي في الأمر.
يخضع برج لندن لإدارة هيئة القصور الملكية التاريخية. وفي عام 1988، أضاف اليونسكو برج لندن إلى قائمة مواقع التراث العالمي، تقديرًا لأهميتها العالمية وللمساعدة في حفظه وحمايته. ومع ذلك، فقد دفعت التطورات الأخيرة مثل بناء ناطحات السحاب بالقرب من البرج، الأمم المتحدة نحو إضافة البرج إلى قائمة مواقع التراث المعرضة للخطر.
يُحتفظ في البرج دائمًا على ستة غربان على الأقل، نظرًا للاعتقاد بأنه إذا ما لم يتواجد هذا العدد في البرج، فستسقط المملكة، ويتولى حراس البرج الملكيون رعاية تلك الغربان. بالإضافة إلى ذلك، يتولى الحراس دور إرشاد السياح داخل البرج. وقد أعلن أن عدد زوار البرج في عام 2009، بلغ نحو 2.4 مليون شخص.

## جواهر التاج الملكي

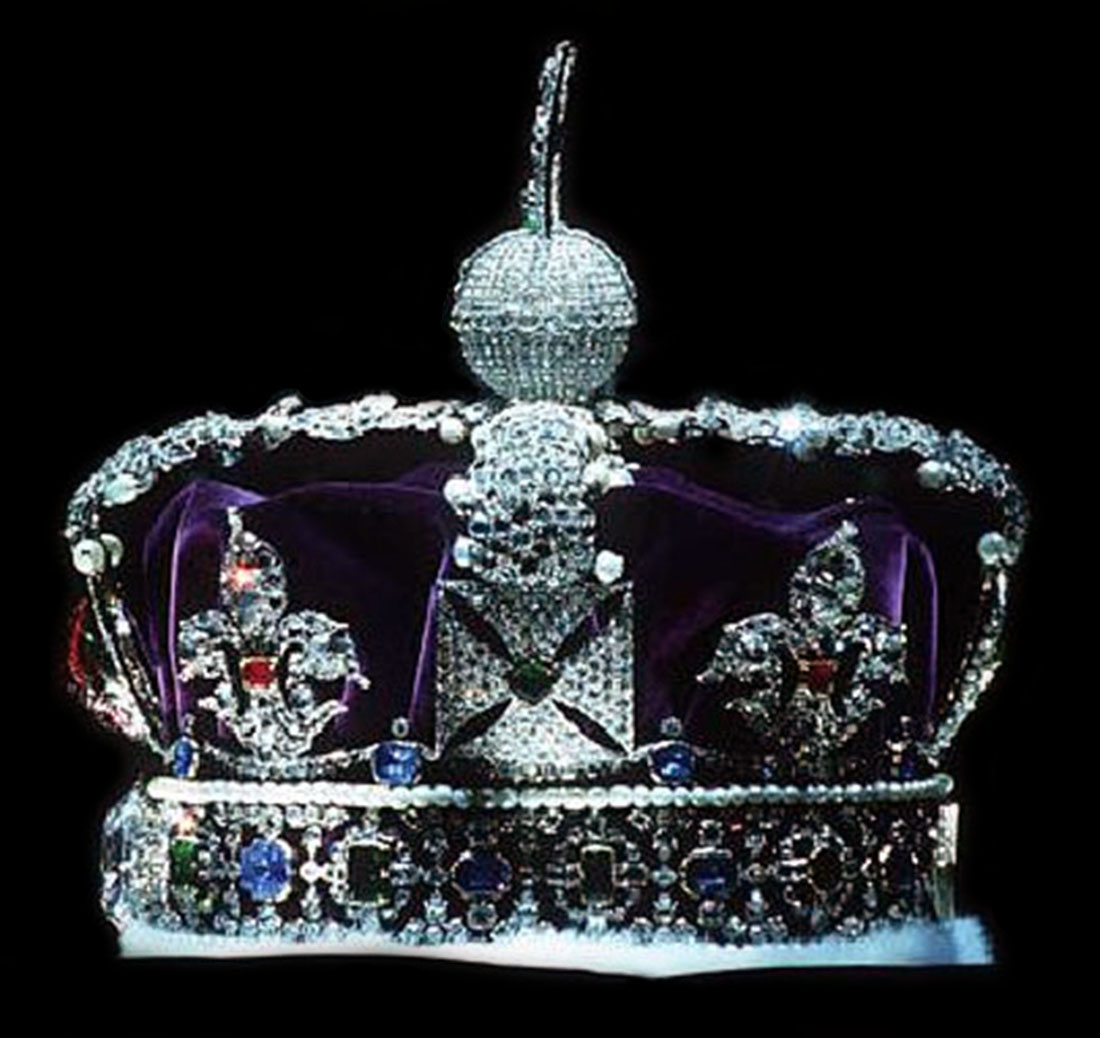
تاج الإمبراطورية البريطانية.

بدأ تقليد حفظ جواهر التاج الملكي في برج لندن منذ عهد هنري الثالث. بنيت دار الجواهر الملكية خصيصًا لحفظ الرموز الملكية، بما في ذلك المجوهرات واللوحات، وبعض الرموز الملكية الأخرى مثل التاج والصولجان والسيف. في بعض الأحيان، عندما تكون هناك حاجة للمال، كانت يتم رهن بعض تلك الرموز. كانت تلك الكنوز تغني الملك عن اللجوء للطبقة الأرستقراطية، وبالتالي كانت تحت حراسة مشددة. خصصت وظيفة جديدة لـ «حارس الكنوز الملكية».
أضيفت بعض الواجبات الأخرى لتلك الوظيفة، بما في ذلك شراء المجوهرات الملكية والذهب والفضة، واختيار صاغة المشغولات الذهبية والمجوهرات الملكية. في عام 1649، أثناء الحرب الأهلية الإنجليزية، نهبت محتويات دار الجواهر الملكية، حيث تم إرسال المعادن لدار صك العملة لصهرها وإعادة استخدامها، وتكسرت التيجان وتشوهت. وبعد عودة الملكية في عام 1660، كانت الرموز الملكية الوحيدة الباقية، هي ملعقة منذ القرن الثاني عشر، وثلاثة سيوف احتفالية. أعيد تصنيع بقية جواهر التاج. وفي عام 1669، تم هدم دار الجواهر الملكية، ونقلت إلى برج مارتن حيث يمكن للجمهور أن يدفع الأموال ليراها، وهو ما حاول الكولونيل توماس بلد استغلاله بعد سنتين، عندما حاول سرقتها. فيّد بلد وأعوانه حارس الكنوز الملكية وكمّموه. وعلى الرغم من أنهم استطاعوا الوصول إلى تاج الإمبراطورية والصولجان والكرة الذهبية، إلا أن المحاولة أحبطت عندما ظهر نجل الحارس بشكل غير متوقع، وأطلق صفارة الإنذار. جواهر التاج الملكي محفوظة الآن في ثكنات ووترلو في البرج.

## حديقة الحيوانات الملكية

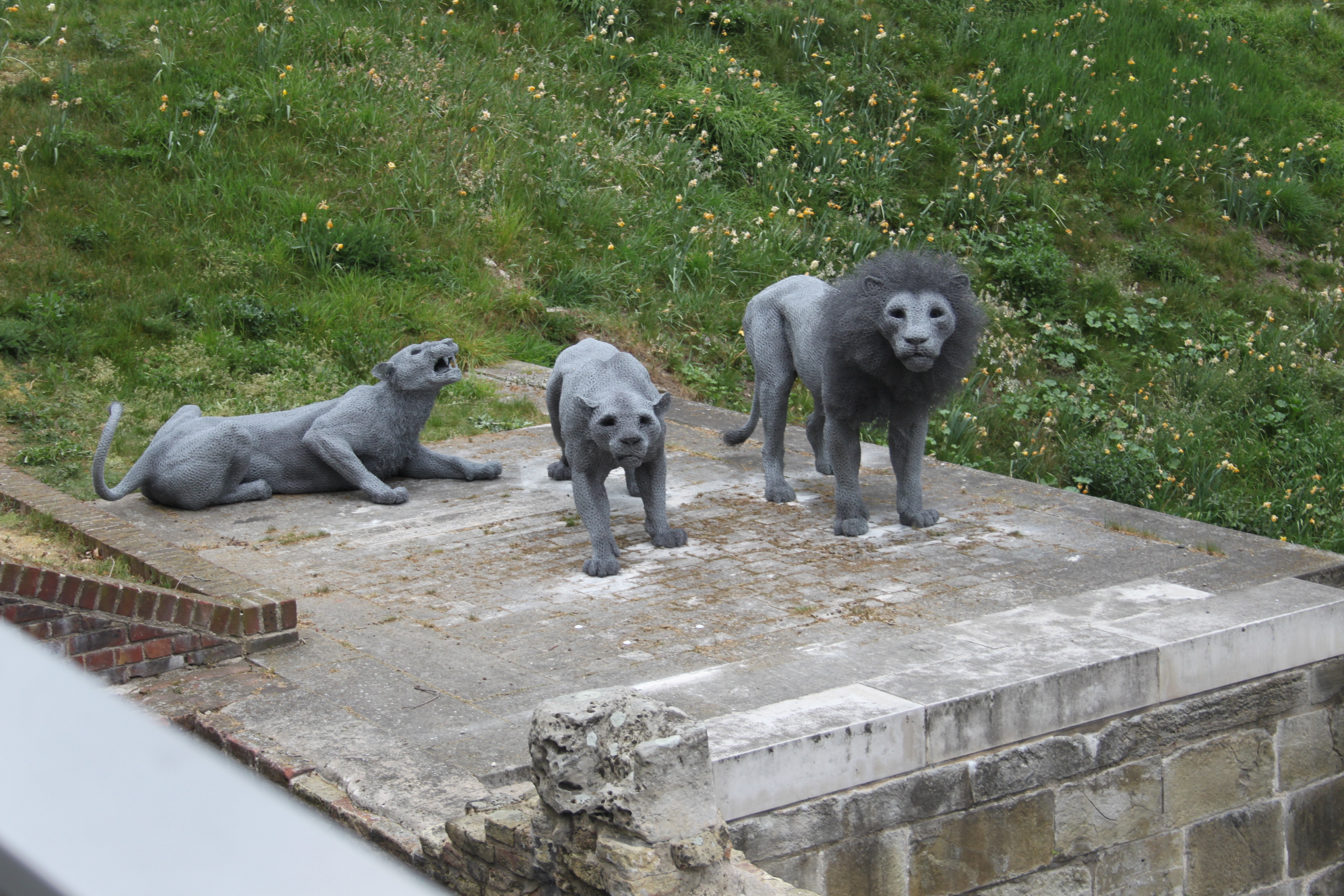
ثلاثة منحوتات لأسود في البرج.

كان أول ظهور لحديقة الحيوان الملكية في عهد هنري الثالث. وفي عام 1251، أمر الملك قائد الشرطة بدفع أربعة بنسات يوميًا لرعاية الدب الذي يربيه الملك. جذب الدب انتباه سكان لندن، وخاصة عند خروجه للصيد في نهر التايمز. وفي عام 1254، أمر الملك قائد الشرطة ببناء منزل لفيل في البرج. كان هذا الفيل هدية من ملك فرنسا، إلا أنه نفق بعد عامين فقط من وجوده في إنجلترا. الموقع الدقيق لحديقة الحيوانات في البرج في العصور الوسطى غير معروف، إلا أن الأسود كانت تحفظ في برج ليون. ازدادت المجموعة الملكية عن طريق الهدايا الدبلوماسية، بما في ذلك ثلاثة نمور كان الإمبراطور الروماني المقدس قد أهداها لملك إنجلترا.
وبحلول القرن الثامن عشر، فتحت حديقة الحيوانات الملكية للجمهور؛ مقابل ثلاثة بنسات ونصف البنس أو تقديم قطة أو كلب لتغذية الأسود. انتقلت الحيوانات من البرج إلى «ريجنتس بارك» في عام 1835، بعد أن عضّ أسد أحد الجنود. كان حراس حديقة الحيوان الملكية يستخدمون برج ليون لإقامتهم. وعلى الرغم من مرور فترة طويلة على رحيل الحيوانات من البرج، إلا أن برج ليون لم يهدم إلا بعد وفاة آخر حارس للحديقة في عام 1853. وفي عام 2011 استضاف البرج معرضًا لمنحوتات حيوانية مصنوعة من الأسلاك المعدنية على يد الفنانة كندرا هاست.

## الأشباح
هناك أقاويل بأن شبح الملكة آن بولين التي قطع رأسها في عام 1536 في برج لندن، بتهمة الخيانة العظمى ضد الملك هنري الثامن، يظهر في كنيسة سان بيتر حيث دفنت، أنه يتجول حول البرج الأبيض حاملاً رأسها تحت ذراعيها. هناك الأشباح الأخرى مثل هنري السادس والليدي جين غراي ومارغريت بولي وإدوارد الخامس وشقيقه ريتشارد، يتردد أنها موجودة بالبرج. وفي يناير 1816، ادعى أحد الحراس أن شبح دبٍّ هاجمه خارج دار الجواهر الملكية، كما يذكر أنه مات من الخوف بعد ذلك ببضعة أيام. وفي أكتوبر 1817، ادعى أحد حراس دار الجواهر الملكية أن شبحًا حلّق فوق كتف زوجته. هذا بالإضافة للعديد من المزاعم، التي أبلغ عنها الحراس الليليون في برج لندن.

## البرج سجنًا
استًخدم برج لندن سجنًا للسجناء السياسيين من ذوي الرتب العالية والمنشقين دينيًّا. كان أول سجناء البرج رانولف فلامبارد أسقف دورهام وذلك في عام 1100، بعدما أدين بتهمة الابتزاز، ومن المفارقات، أنه أيضًا كان أول شخص يستطيع الهروب منه. كان هروبه مفاجأة، حتى أن أحد المؤرخين آنذاك، اتهم الأسقف بالسحر.

### أشهر السجناء

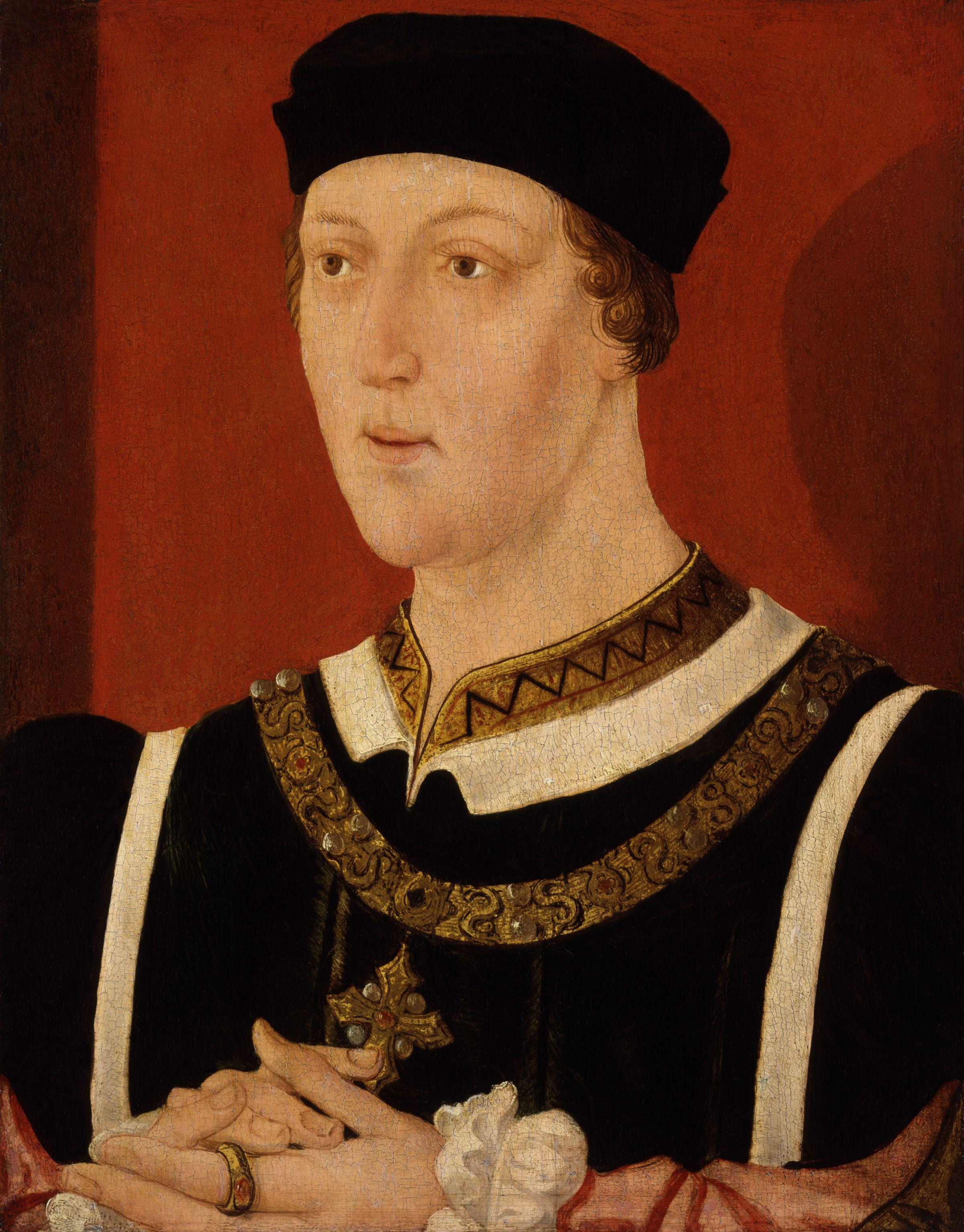
الملك هنري السادس.

- جروفيد أب لولين فاور أمير ويلز الذي قُتل بينما كان يحاول الهرب من البرج.[65]
- جون من باليول ملك اسكتلندا الذي كان قد سجن بعد تنازله عن العرش لصالح إدوارد الأول ملك إنجلترا عام 1296.
- ديفيد الثاني ملك اسكتلندا.
- جيمس الأول ملك اسكتلندا، كان لا يزال حينها وليًا للعهد، وقد اختطف أثناء سفره إلى فرنسا عام 1406، وسًجن في البرج حتى سنة 1408، قبل أن يُنقل إلى قلعة نوتينغهام.[96]
- جون الثاني ملك فرنسا.
- تشارلز دوق أورليانز الذي سُجن بعد معركة أجينكورت عام 1415، وقيل أنه كتب العديد من القصائد أثناء فترة سجنه في البرج.
- هنري السادس ملك إنجلترا الذي اغتيل في عام 1471، وزوجته مارجريت من أنجو.
- ويليام دي لا بولي الذي عاش أطول فترة في البرج (37 عام).
- إليزابيث الأولى ملكة إنجلترا من 17 مارس 1554 إلى 19 مايو 1554.
- السير والتر رالي الذي عاش 13 عامًا في البرج مع زوجته وطفليه، وقيل أنه كتب كتابه «تاريخ العالم» فيه.
- جاي فوكس بتهمة التآمر ضد التاج البريطاني.
- هنري لورنز الرئيس الثاني للكونغرس القاري للولايات المتحدة الأمريكية.
- رودولف هس نائب أدولف هتلر لمدة أربعة أيام عام 1941.

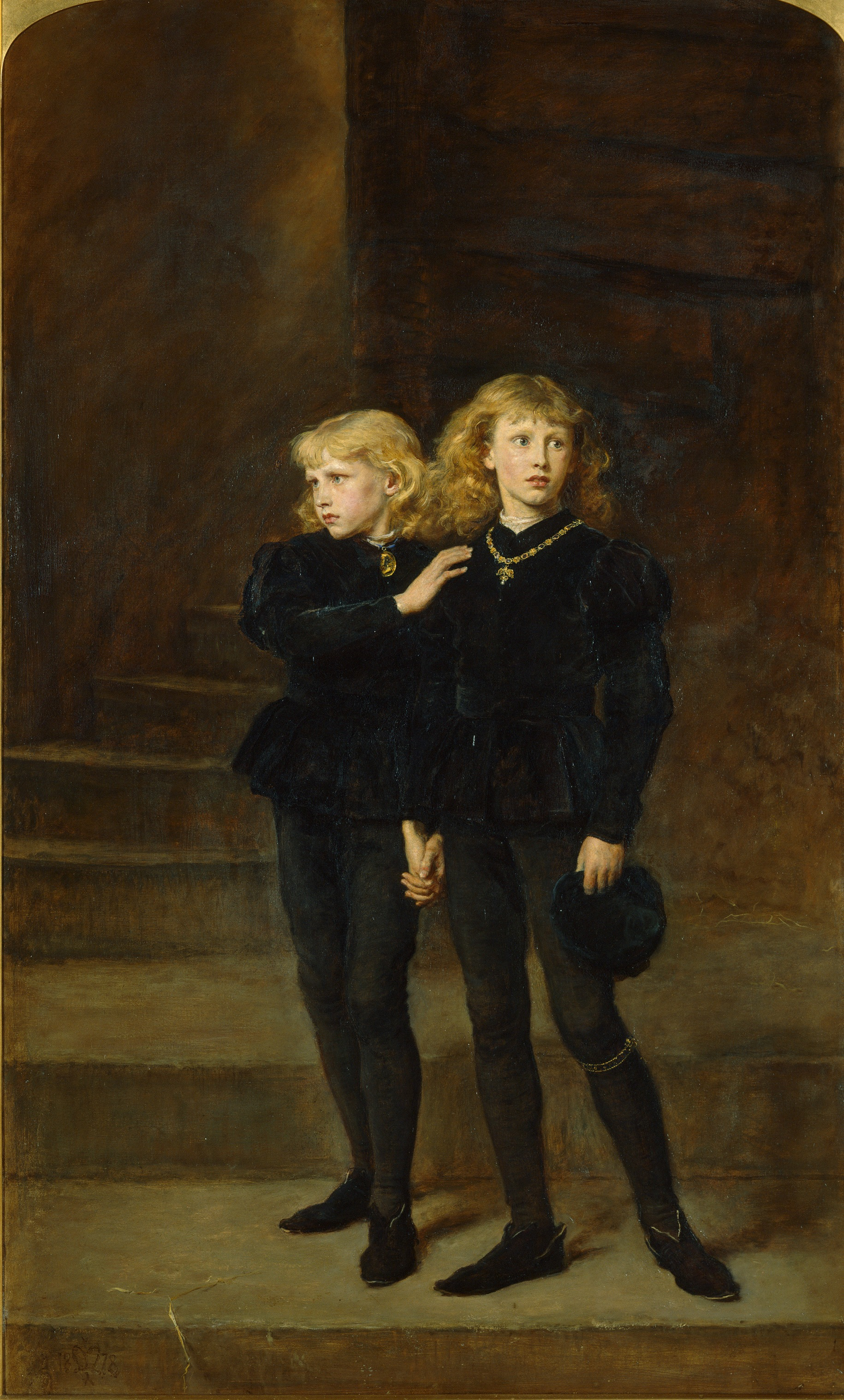
لوحة ، بريشة السير جون إفريت ميلياس، 1878، وهي إحدى اللوحات المعروضة ضمن مجموعة كلية هولواي الملكية بجامعة لندن.

- الأخوان كراي، من آخر الأشخاص الذين سُجنوا بالبرج لبضعة أيام فقط في سنة 1952،[149] بعد أن تخلفا عن أداء خدمة العلم.

### الإعدامات
المجرمون ذوي الأصول الاجتماعية المتدنية كان يتم شنقهم في أحد ساحات الإعدام علنًا في قرية تيبرن أو تلة برج لندن. أما النبلاء (وخاصة النساء)، فكان يتم قطع رؤوسهم داخل البرج، ثم دفنهم في كنيسة القديس بيتر المقيّد.
من الأشخاص الذين قتلوا في البرج بتهمة الخيانة:
- جورج دوق كلارنس وشقيق إدوارد الرابع ملك إنجلترا في 18 فبراير 1478، لكنه لم يضرب عنقه ولم يتم إغراقه في برميل خمر (على عكس ما كتب ويليام شكسبير في مسرحيته حاملة عنوان «ريتشارد الثالث»).
- توماس مور في 6 يوليو 1535.
- جورج بولين في 17 مايو 1536.
- آن بولين الزوجة الثانية للملك هنري الثامن في 19 مايو 1536.
- مارغريت بولي كونتيسة ساليسبري عام 1541.
- كاثرين هوارد في 13 فبراير 1542.
- جين باركر كونتيسة روتشفورد في عام 1542.
- ليدي جين غراي عام 1554، والتي كانت ملكة لمدة تسعة أيام فقط.
- إدوارد وريتشارد ابني الملك إدوارد الرابع الشهيرين بأميري البرج، اللذان اختفيا بعدما اعتلى عمهما ريتشارد الثالث العرش، ولا تزال وفاتهما لغزًا حتى الآن.
- جيمس سكوت، دوق مونمث الأول، سُجن وأُعدم في البرج سنة 1685، بعد أحداث ثورة مونمث.[150][151][152]

خلال الحرب العالمية الأولى، حوكم أحد عشر رجلاً بتهمة التجسس، وأطلق عليهم النار في البرج. وخلال الحرب العالمية الثانية، استخدم البرج مرة أخرى لاحتجاز أسرى الحرب، أشهرهم كان رودلف هس نائب أدولف هتلر، وإن كان ذلك لأربعة أيام فقط في عام 1941، وهو آخر من سجن في القلعة. أما آخر من أعدم في البرج، فكان الجاسوس الألماني يوزيف ياكوبس الذي قتل في 14 أغسطس 1941.

## وصلات خارجية
- الموقع الرسمي لبرج لندن؛ (بالإنجليزية)
- صفحة برج لندن في مواقع التراث العالمي؛ (بالإنجليزية)
- معلومات مهمة عن البرج وفقًا لموقع القصور الملكية التاريخية؛ (بالإنجليزية)
- فهرس مصادر تتحدث عن برج لندن؛ (بالإنجليزية)